# Łódź
Pour les articles homonymes, voir Łódź (homonymie).
 (juin 2013).
Si vous disposez d'ouvrages ou d'articles de référence ou si vous connaissez des sites web de qualité traitant du thème abordé ici, merci de compléter l'article en donnant les références utiles à sa vérifiabilité et en les liant à la section « Notes et références ».
Łódź (/wut͡ɕ/ ), parfois orthographiée sans signes diacritiques Lodz en français, est par sa population la quatrième  ville de Pologne et le chef-lieu du powiat de Łódź-est et de la voïvodie de Łódź.

## Histoire
L'histoire de Łódź est celle, paradoxale, d'un petit village à l'écart des voies de communication devenu en moins d'un siècle un grand centre industriel et la deuxième ville de Pologne. Cette situation est liée à la position de la frontière de la Pologne à partir de 1815. Elle est responsable de divers handicaps qui expliquent le déclin prononcé de la ville.

### Naissance et essor d'un grand centre textile

#### Modestes débuts
Au Moyen Âge, Łódź est un petit village d'environ 400 habitants dans une clairière. La première référence écrite le mentionnant remonte à 1332[réf. souhaitée]. Il est situé près des sources de la Łódka, petit ruisseau dont les eaux, formant étang derrière un barrage, s'écoulent vers l'ouest en direction de la Warta, dans le bassin-versant de l'Oder. Son cours est par la suite enterré. Les deux bourgades les plus proches sont Zgierz, au nord, et Pabianice ; Piotrków Trybunalski, chef-lieu de la voïvodie, est à une quarantaine de kilomètres plus au sud. En 1815, le congrès de Vienne ressuscite la Pologne sous la forme d'un royaume, mais dans la dépendance du tsar Alexandre Ier, qui en est le monarque. Son frère, le grand-duc Constantin Pavlovitch, reçoit mission du ministre des finances Drucki-Lubecki d'industrialiser le pays. Łódź étant tenu en fief par la couronne royale, la maîtrise foncière n'y pose pas de problème. La forêt, à l'est, a d'ailleurs le statut « gouvernemental » (domanial). En 1823 est fondée au sud du ruisseau une cité au plan rectangulaire de 450 × 370 mètres avec une place centrale. L'ensemble subsiste toujours autour de la place Wolności (pl) (de la liberté). La population atteint les 4 700 habitants en 1831. Elle est composée à 82 % d'artisans d'origine allemande, dont une petite minorité juive. Elle s'active principalement dans la confection.

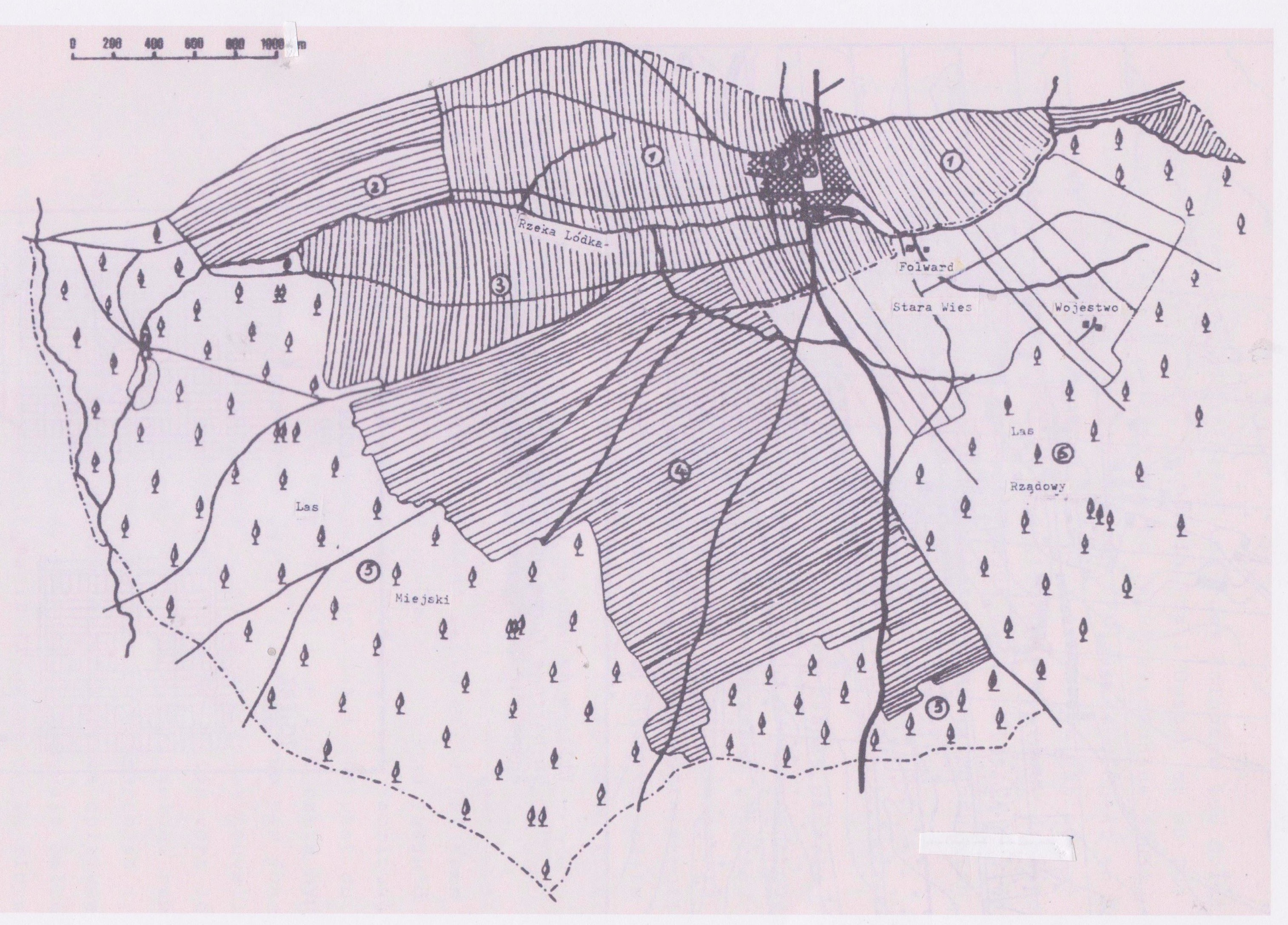
Plan du terroir de Łódź au Moyen Âge.
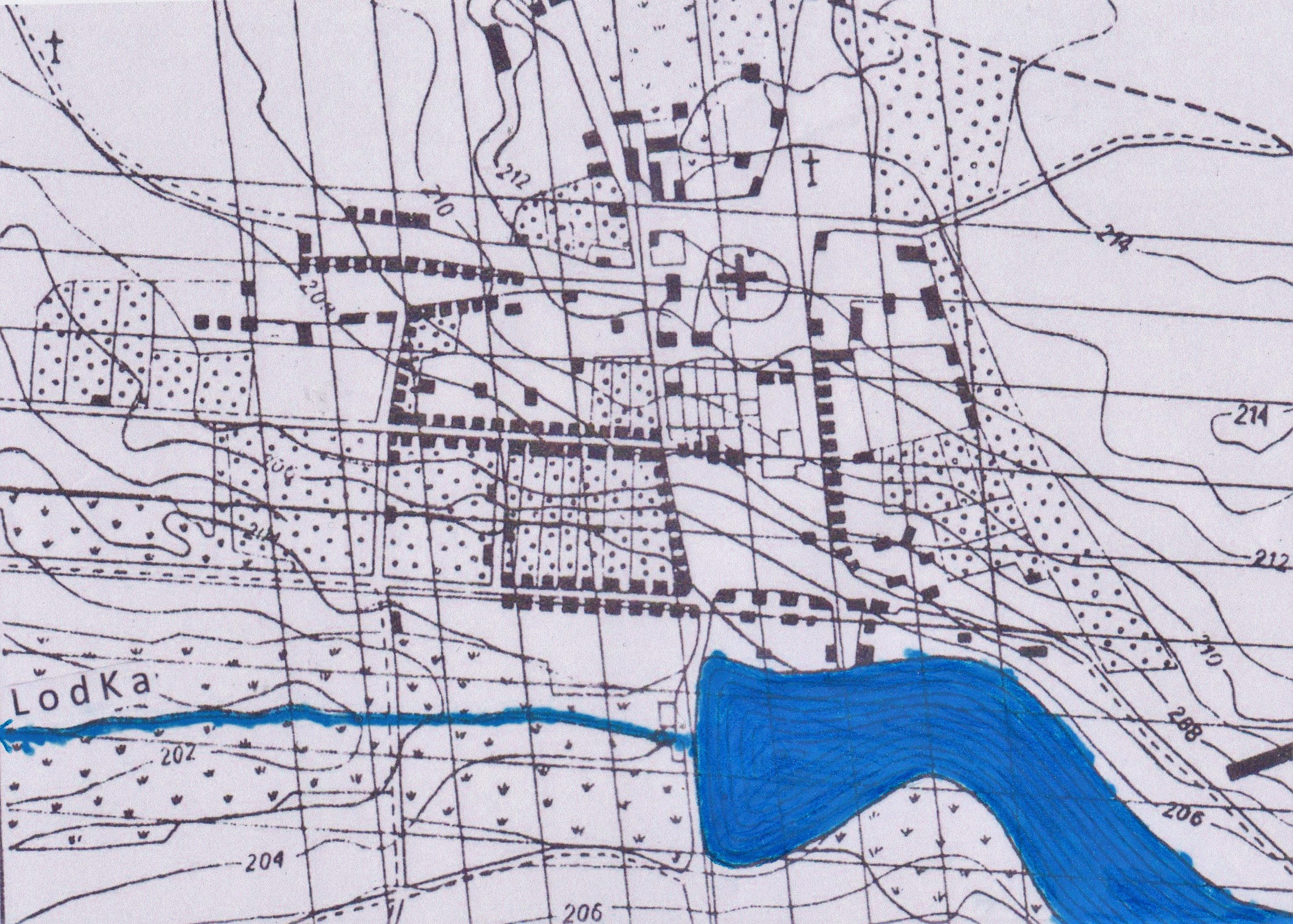
Le village de Łódź en 1810.
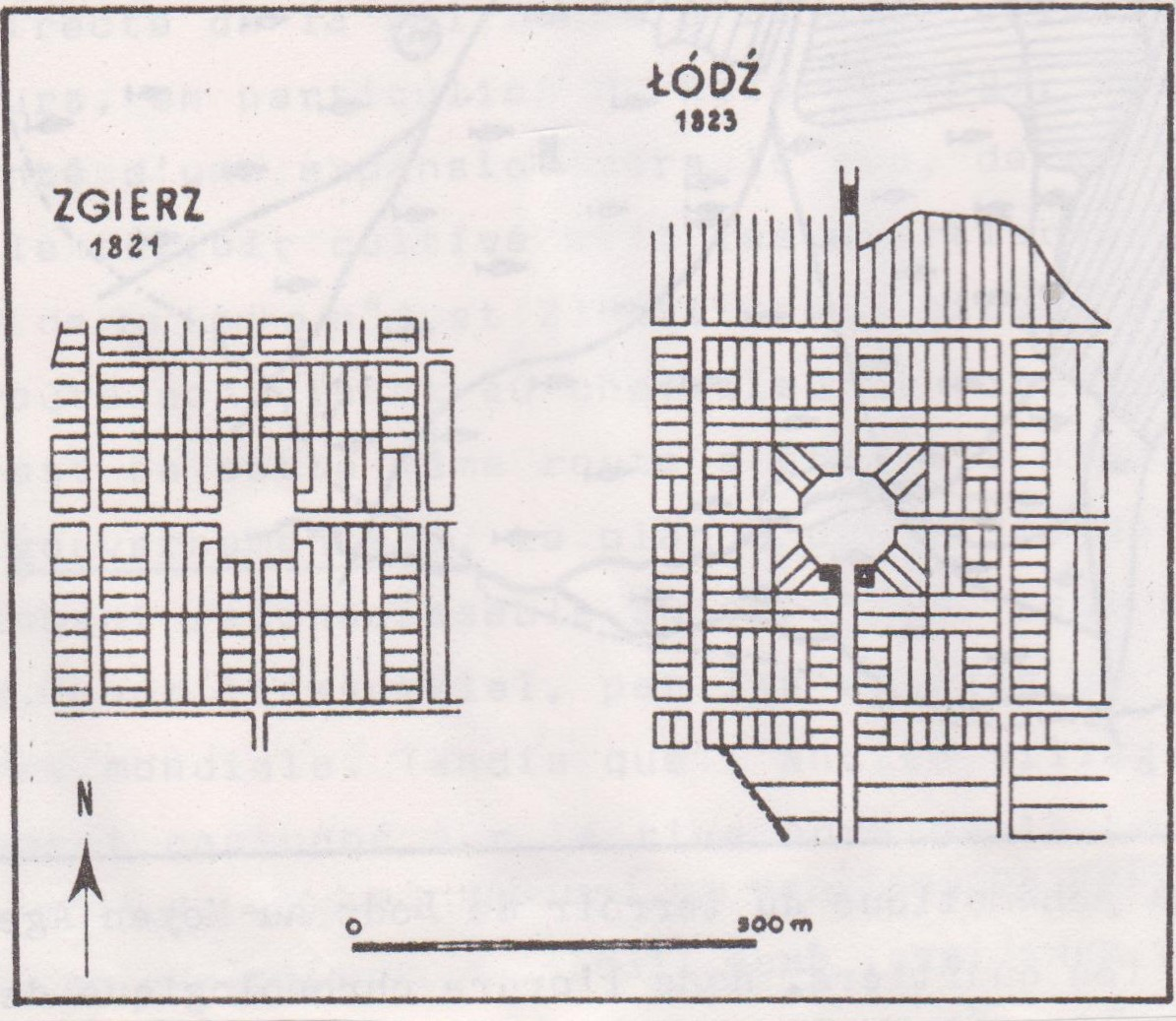
Plan de la cité de Łódź fondée en 1823.

Survient l'Insurrection de Novembre, durement réprimée. La Pologne perd, avec son statut de royaume, le peu d'autonomie qui lui a été concédée par le traité de Vienne. Les bourgades de Zgierz et de Pabianice, qui ont été vouées au travail de la laine, perdent leur clientèle parce que l'armée polonaise dont elles étaient les grandes pourvoyeuses a été supprimée. En revanche, Łódź voit confirmée sa vocation cotonnière. Cette industrie se développe au-delà de toute prévision grâce à un afflux considérable de population en provenance principalement du royaume de Prusse, dont la frontière est à moins de 100 kilomètres à l'ouest. En 1865, parmi les 35 000 habitants recensés, on compte 44 % d'Allemands et 21 % de Juifs. La main-d’œuvre polonaise n'est encore qu'une forte minorité de 36 %. La réussite la plus symbolique est celle de Ludwig Gayer, propriétaire d'une petite manufacture en Saxe auquel les autorités accordent toutes facilités en récompense d'une attitude complice lors de l'insurrection.
Cette croissance suppose une planification spatiale. La thèse la plus généralement admise est celle de la création d'un deuxième pôle d'urbanisation à environ trois kilomètres plus au sud afin de profiter des eaux du Jasien, autre petit ruisseau également tributaire de la Warta. La fusion de l'ensemble résulterait du développement convergeant de chacun des noyaux, depuis le Jasien vers le nord et depuis la Łódka vers le sud. La trame spatiale, mise en œuvre dès 1840, présente une forme rubanée et symétrique de part et d'autre du chemin en direction de Piotrków Trybunalski, qui devient l'artère principale de la métropole, longue de quatre kilomètres, sous le nom de Piotrkowska. Le plan du centre du Łódź actuel est hérité de ce zonage agro-pastoral hiérarchisé : en périphérie sont reléguées les cultures de lin ; en se rapprochant du centre sont disposées les filatures de lin puis les tissages associant le lin au coton. Dans chaque îlot, l'urbanisation multiforme (habitation, ateliers, commerces,entrepôts) se fait en profondeur jusqu'à saturation de l'espace.

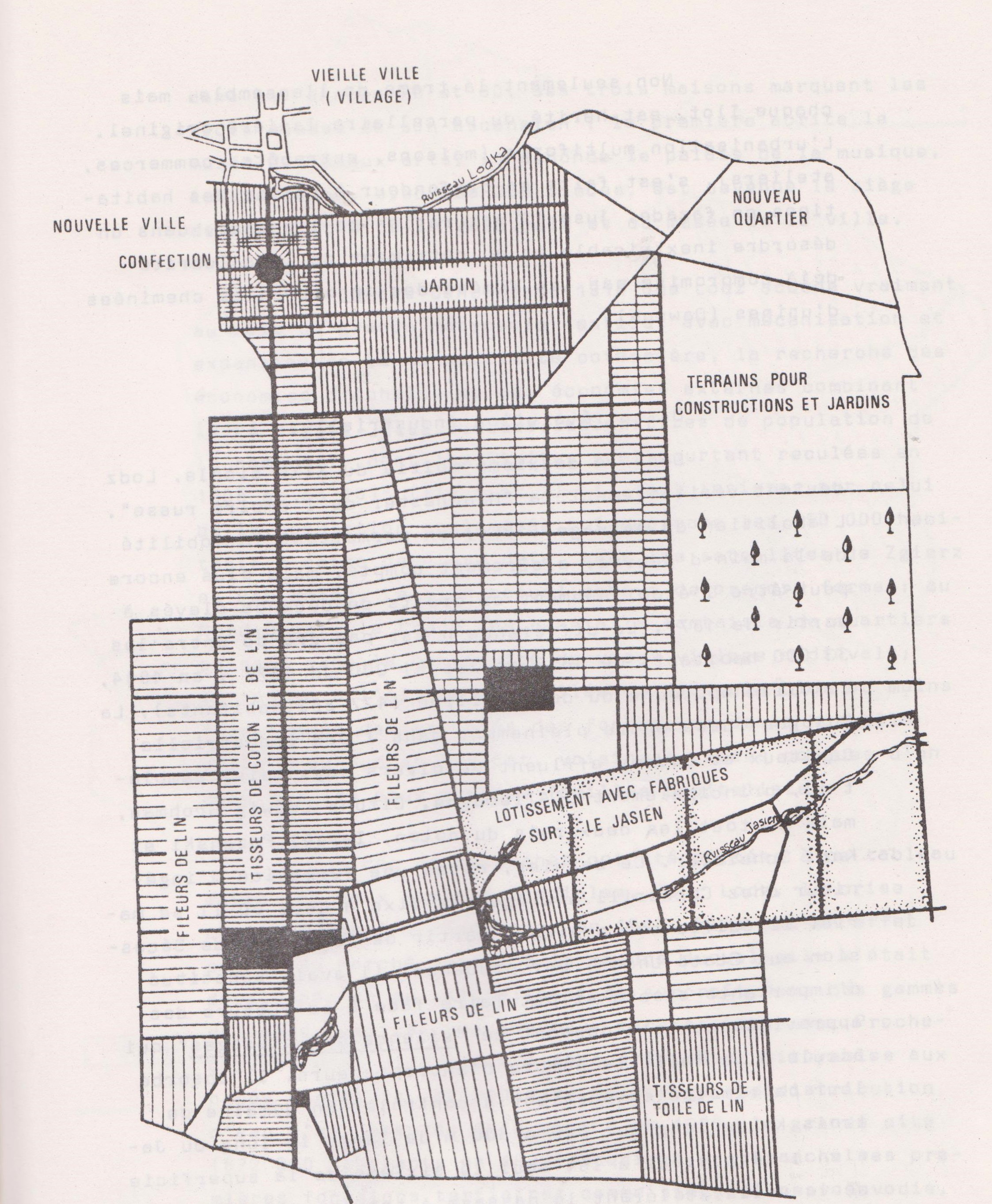
Plan de la ville de Łódź, projet de 1840.
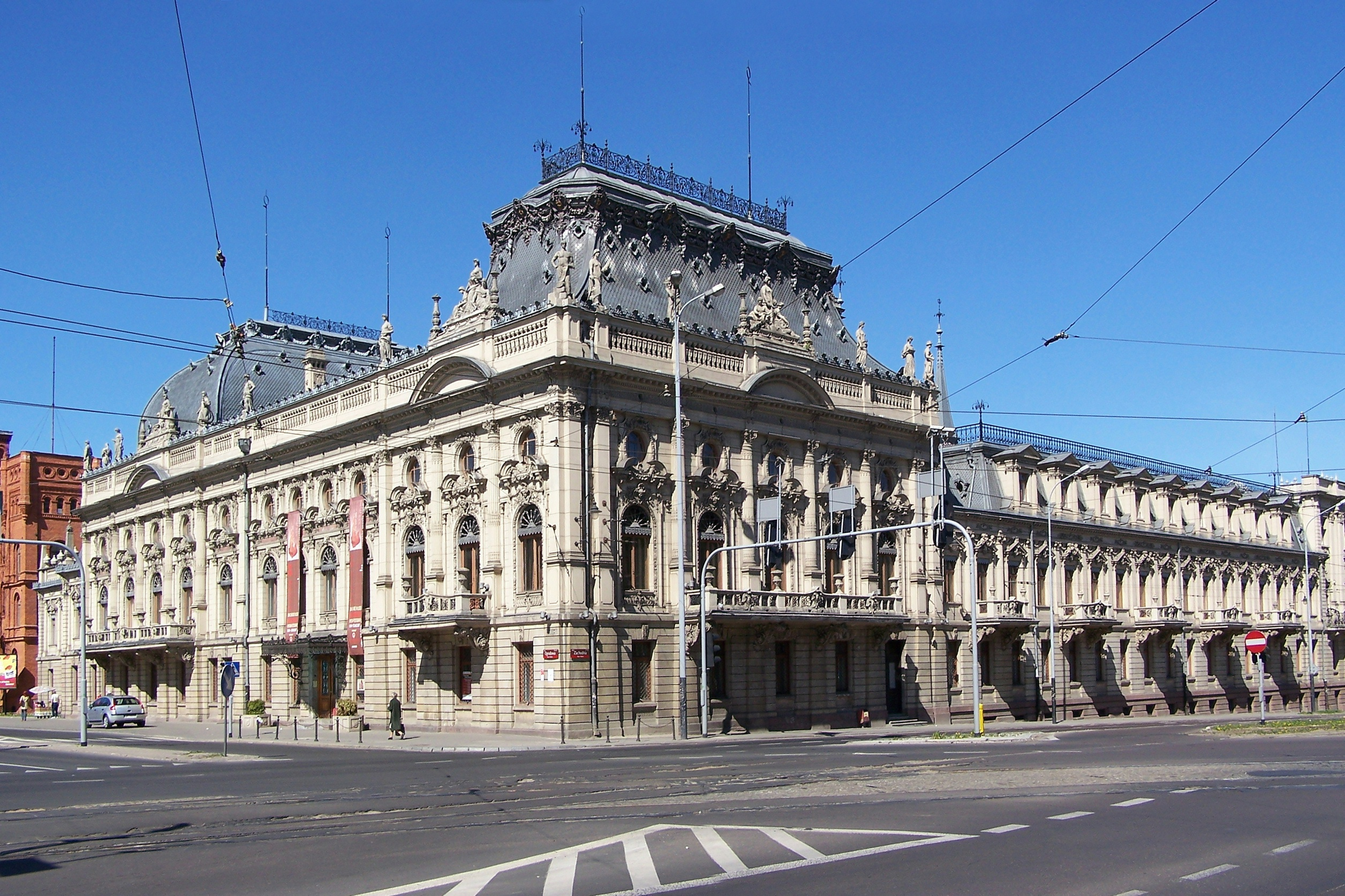
Palais Izrael Poznański.
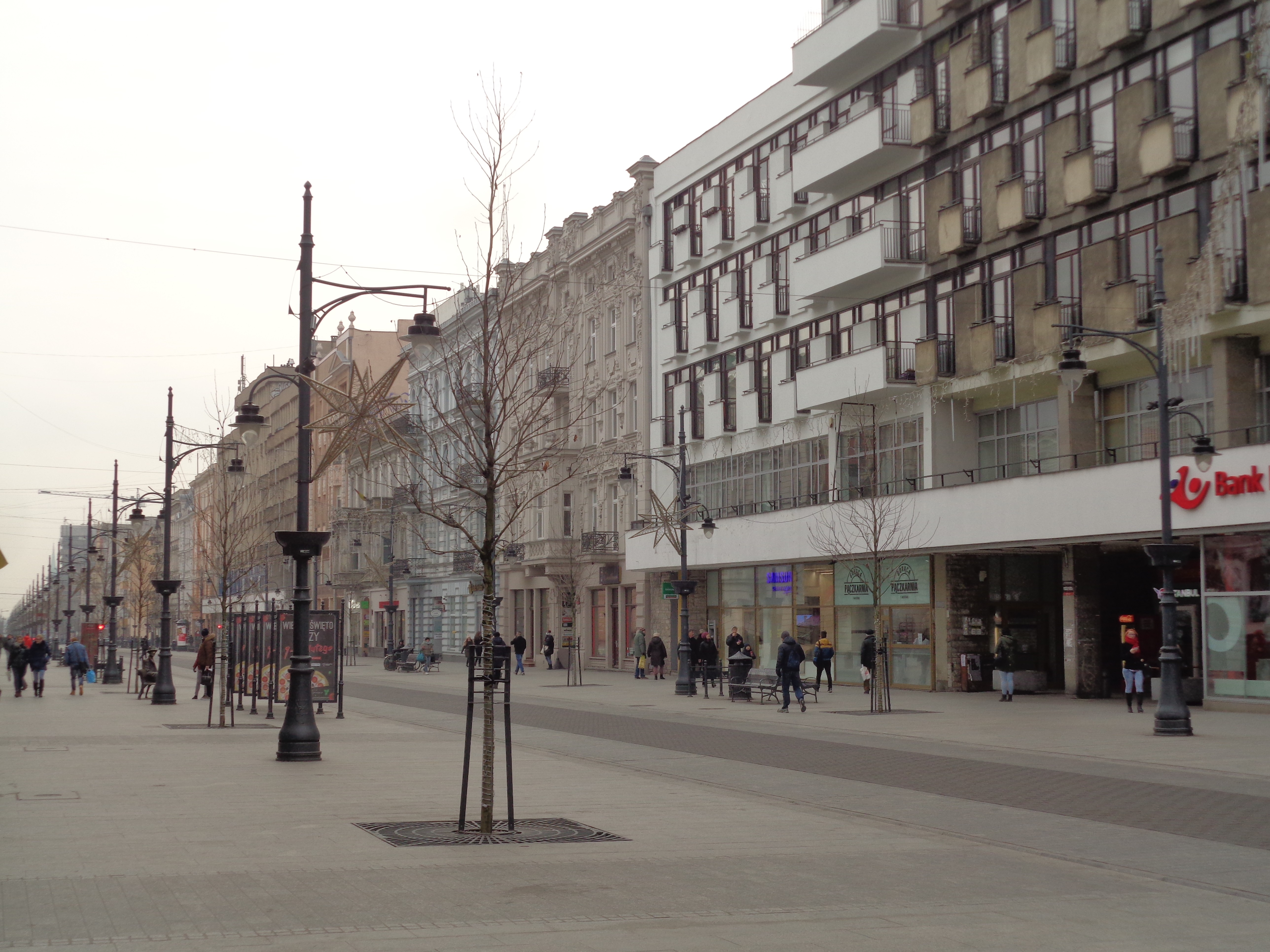
La rue Piotrkowska, artère centrale de Łódź.

#### La révolution industrielle
Ce n'est que dans les dernières décennies du XIXe siècle que Łódź devient le « Manchester de l'empire russe ». Grâce à la desserte ferroviaire, la ville est approvisionnée en charbon. Par la généralisation de la machine à vapeur, les entreprises se mécanisent, des centrales thermiques sont construites. On passe véritablement du stade manufacturier au stade industriel. L'évolution est encore accélérée par le relèvement des droits de douane en 1877. Les investisseurs venus d'Allemagne affluent en nombre pour rester présents sur le marché russe. Certains se taillent un véritable empire. Karl Scheiber, après une formation d'ingénieur auprès de John Cockerill en Belgique, se fixe à Łódź. Son affaire, grossie de diverses absorptions d'entreprises en difficulté, constitue un véritable domaine privé de trois kilomètres de long sur 600 à 800 mètres de large le long du Jasien. Izrael Poznański, dans la partie nord, d'obscur revendeur, devient maître également d'un véritable empire dans les années 1870 et 1880. De ses trois maisons, la première devient musée des beaux-arts, la deuxième palais de la musique et la troisième, avec ses 385 pièces, le siège des institutions de la voïvodie et le musée de la ville. Łódź, de 32 000 habitants en 1865, devient un grand centre urbain dont la population agglomérée approche les 550 000 habitants en 1915. Les Polonais sont dès lors majoritaires (51 %) et la population juive plus importante que l'allemande (36 % contre 12 %). Le plan actuel achève de prendre forme. Dans le centre, au quadrillage hérité du plan de 1840, usines et habitations sont inextricablement mêlées. Au nord-ouest, le tracé des rues a pris plus de fantaisie dans la continuité du village médiéval. Au sud-est voisinent les cités édifiées d'un coup par les plus grandes entreprises. Zgierz et Pabianice sont devenues des satellites.

### Déclin de la métropole
Avec 830 000 habitants en 1975, Łódź reste toujours la deuxième ville de Pologne après Varsovie (1 925 000) et la troisième agglomération derrière le district de Haute Silésie autour de Katowice. Cette croissance correspond au rythme de l'ensemble de la Pologne qui compte à cette date 36 millions d'habitants contre 28 en 1959. En 2019, sur les 42 millions de Polonais, près de 3 millions vivent dans l'agglomération de Varsovie, tandis que la population de Łódź a régressé (700 000 habitants, 1 million dans l'agglomération). Avec le recul d'une génération, on peut discerner dans le bilan établi en 1980 les raisons de ce décrochage.

#### Persistance de la mono-activité textile
Łódź présente alors divers traits qui l'apparentent aux villes nées de la première révolution industrielle et peine à s'adapter au nouveau cours. La première caractéristique est dans la survivance d'une étroite spécialisation. On en prend la mesure à travers les statistiques qui attribuent aux différentes branches du textile (tissage, bonneterie, confection), sous le nom d'industries légères, 60 % des emplois. Seul, à cette date, le secteur du matériel électrique (21 %) témoigne d'un relatif renouvellement du tissu industriel. La cartographie de ce phénomène de concentration sur le plan national, qui concerne également la confection et les articles chaussants, est particulièrement éloquente. Comme par contagion, parallèlement au travail du coton, se sont développés ceux de la laine et de la soierie (près de la moitié de la production nationale dans la voïvodie en 1970). Dawson conclut : « Łódź n'a subi ni le déclin de sa principale industrie, ni l'abandon puis la reconversion qui en ont découlé - situation commune aux villes de l'Europe occidentale et de la Nouvelle Angleterre »,.

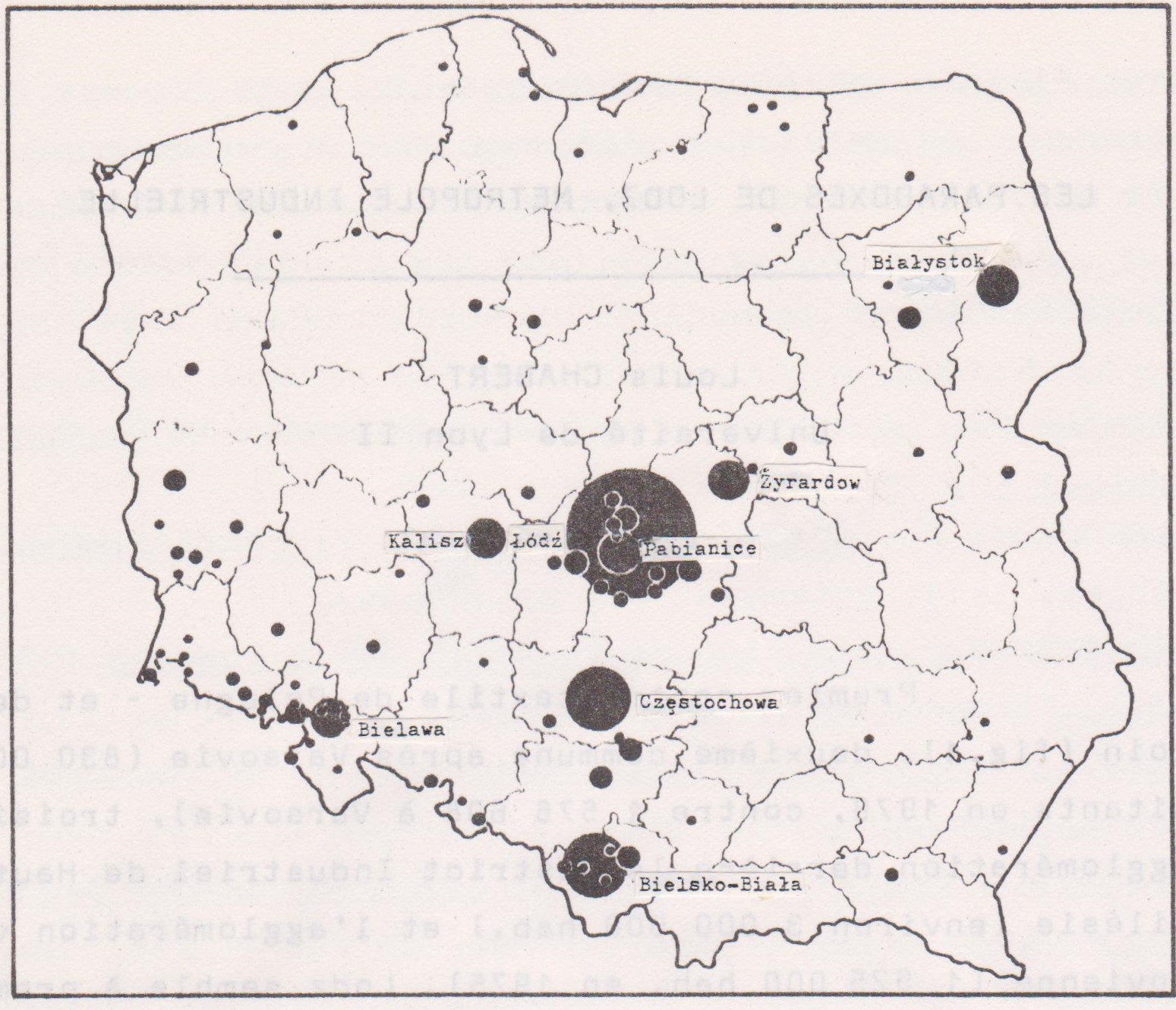
Principaux centres d'industrie textile en Pologne en 1977.
Répartition de l'industrie de la confection et des articles chaussants en Pologne en 1977.
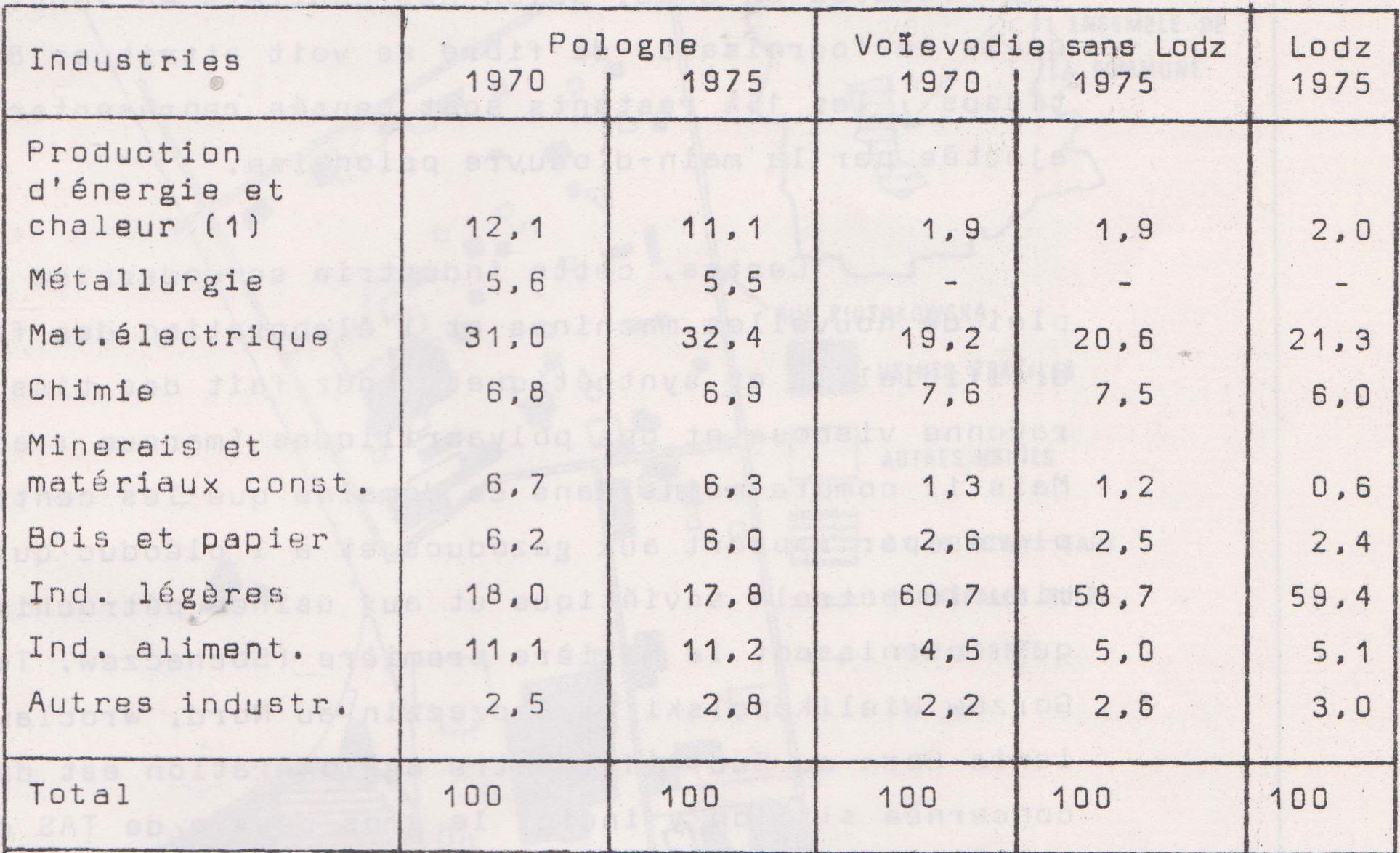
Répartition des industries par branches en Pologne vers 1975.
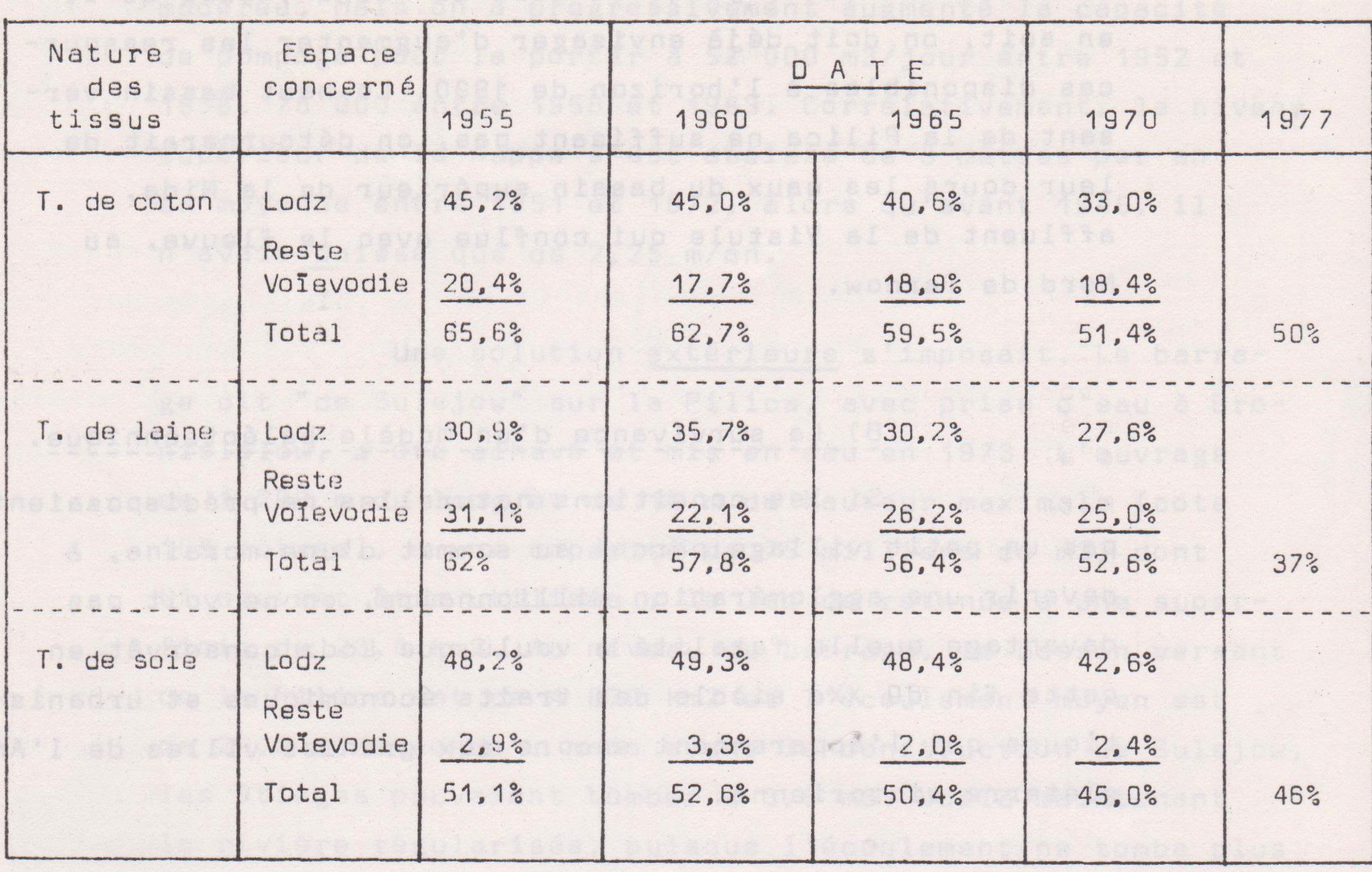
Les différentes branches de l'industrie textile à Łódź vers 1975.

Autre manifestation d'un certain archaïsme : le retard, par rapport à l'Europe occidentale, du report des industries en périphérie. Un quelconque blocage administratif n'est pas en cause car, à l'inverse de pays comme la France, les limites communales peuvent être modifiées, en Pologne par simple décision administrative et le territoire de la commune de Łódź a été considérablement agrandi à de nombreuses reprises. Les établissements industriels sont toujours inextricablement mêlées aux habitations, y compris dans le centre de la ville. La carte de localisation des industries dans la partie du centre-ville à l'ouest de la rue Piotrkowska en est une bonne preuve. Ce phénomène apparaît aussi avec évidence en ce qui concerne la concentration des emplois dans le secteur de la bonneterie en centre-ville, avec prédominance toutefois du secteur à l'est de la rue Piotrkowska ; on note seulement deux exceptions à l'ouest de la voie ferrée dite de Kalisz, qui ceinture la ville. Toutefois, le report de l'industrie en périphérie a été amorcé avec la création de zones industrielles, mais elles enserrent de très près le noyau central par souci de garder le contact avec le chemin de fer. Le cas de la zone industrielle la plus ancienne, celle de Zabienice, pouvait être considéré comme une réussite car il s'agissait moins d'une décentralisation de l'industrie textile que de la modernisation du tissu industriel (matériel électrique dont transformateurs, travail du caoutchouc dont pneumatiques). La même évolution semblait amorcée pour la nouvelle zone industrielle de Dabrowa. En conséquence de cet insuffisant report des industries en périphérie, bien que la densité de la population soit encore très forte en centre-ville, c'est toujours vers lui que convergeaient majoritairement les navetteurs,.

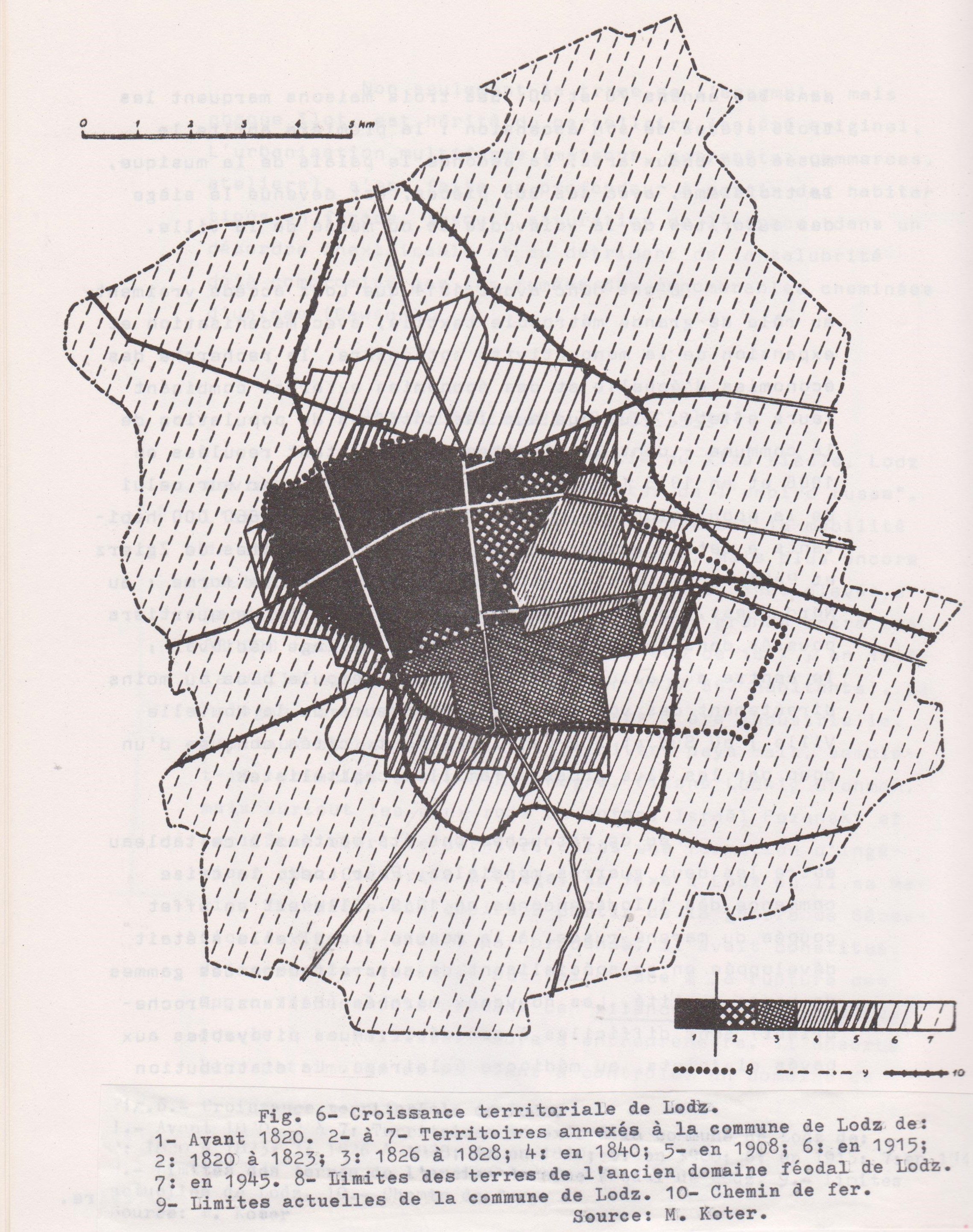
Évolution des limites territoriales de la commune de Łódź.
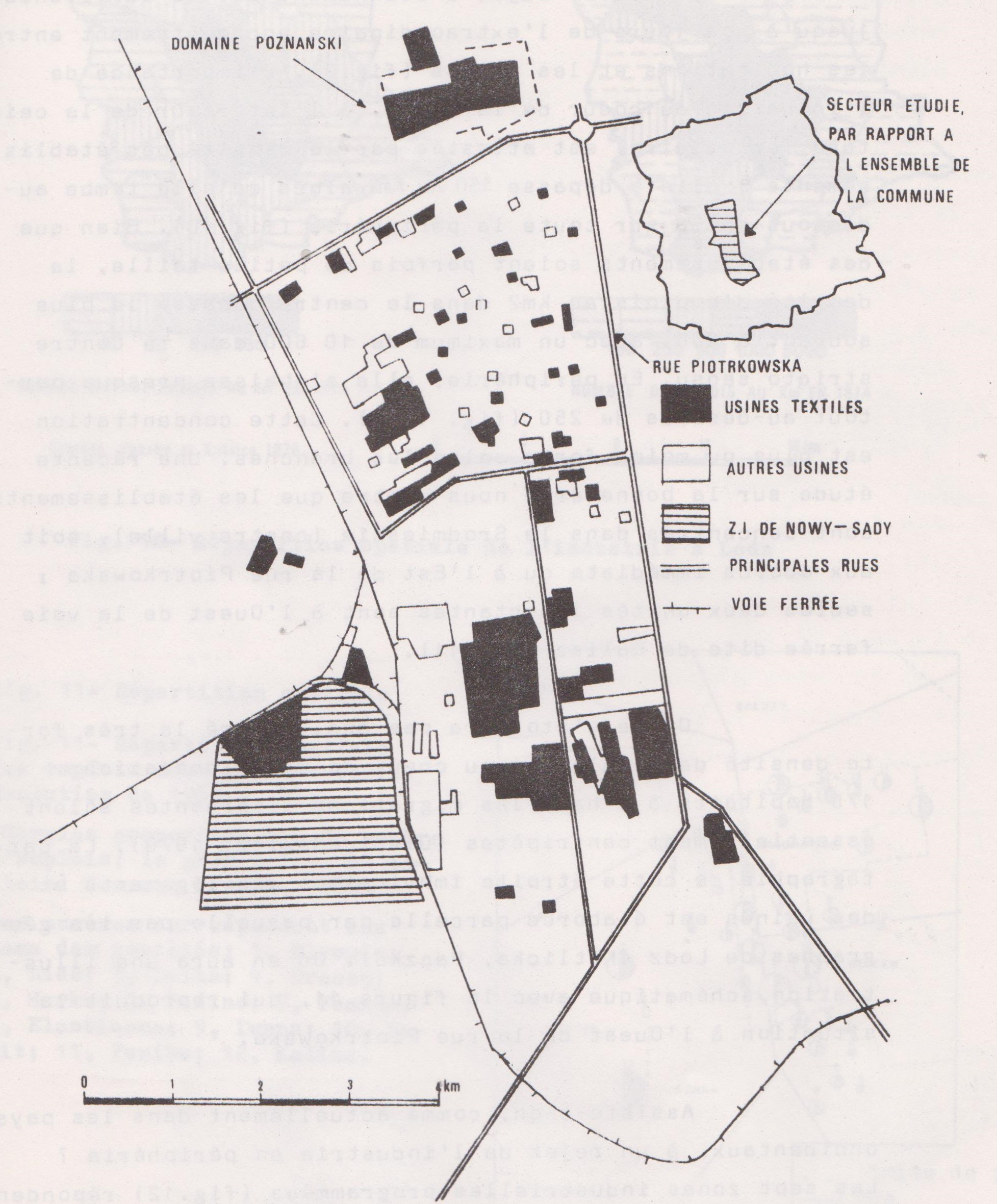
Tissu urbain du centre de Łódź à l'ouest de la rue Piotrkowska.
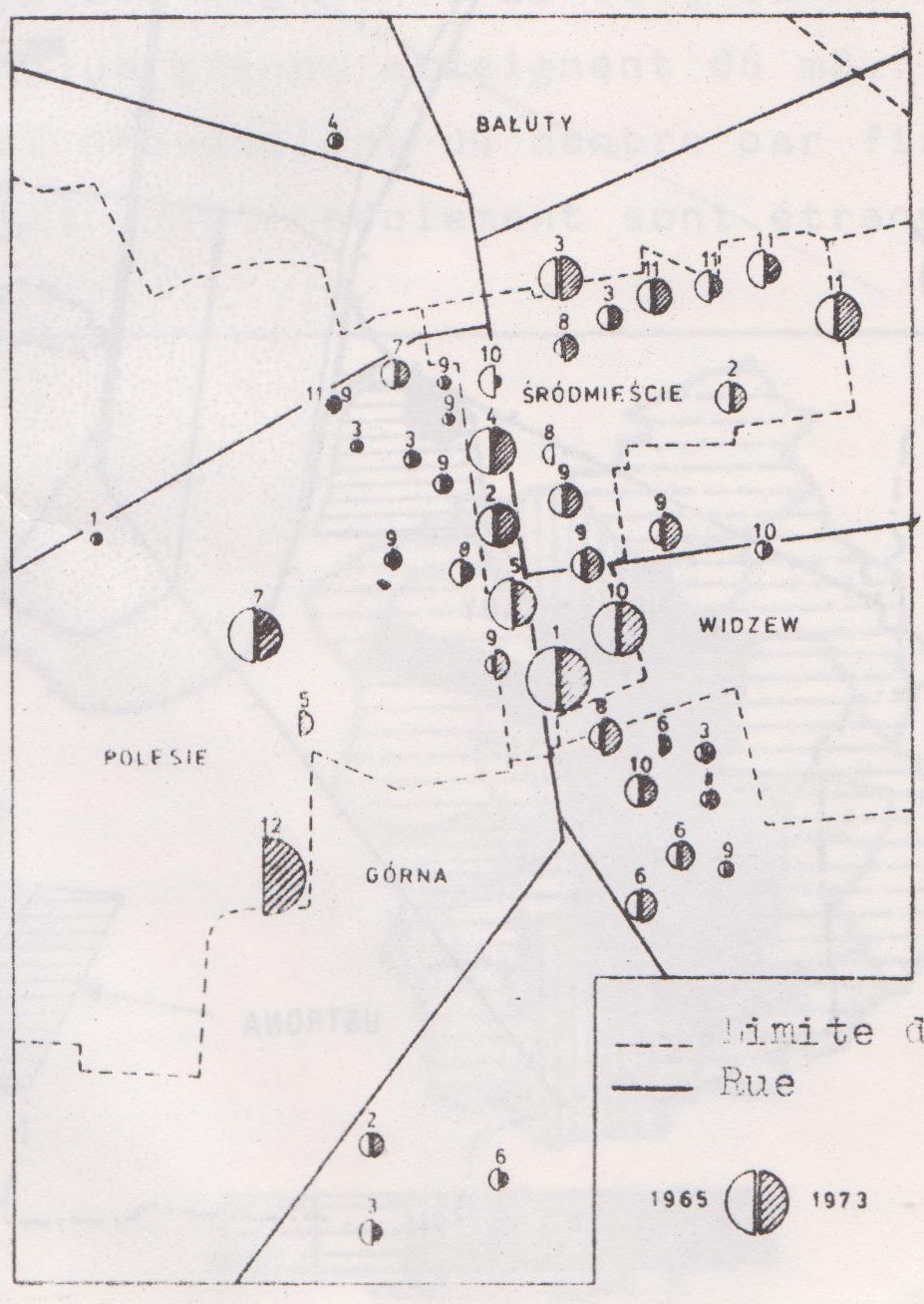
Localisation de l'industrie de la confection dans la ville de Łódź.
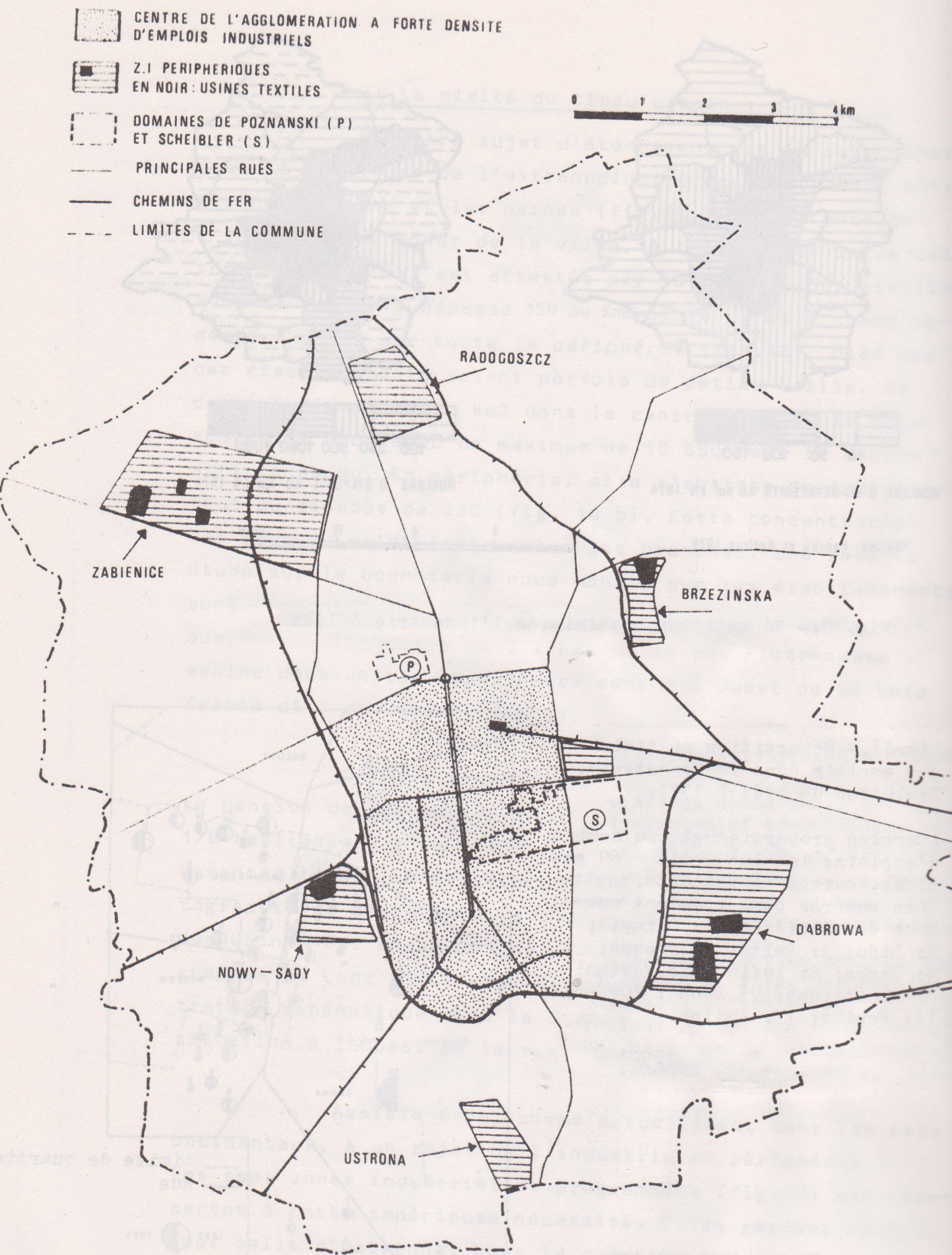
Zones industrielles de Łódź vers 1980.

Les causes de cet archaïsme sont à mettre en rapport avec le fonctionnement global de l'économie dans l'univers clos du COMECON où ne soufflait pas le climat libéral de concurrence mais obéissait à des règles spécifiques. Pernons l'exemple de l'industrie cotonnière. Le marché de Łódź était approvisionné à 80 % par des importations soviétiques, les 20 % restants, aux longues fibres, provenant d’Égypte et du Soudan. La Pologne était liée avec son fournisseur par un contrat qu'on peut qualifier de léonin et s'apparentant au troc : la majeure partie des cotonnades devaient être livrées à l'URSS au titre du règlement de ces approvisionnements. Par ailleurs, le retard technologique explique que, en matière de soierie, la Pologne ne semblait pas encore avoir fait le passage des fibres naturelles aux synthétiques dont le développement était du reste attendu dans les régions mieux desservies par le réseau des oléoducs et équipées d'une industrie pétrochimique.

#### Les limitations imposées par le site

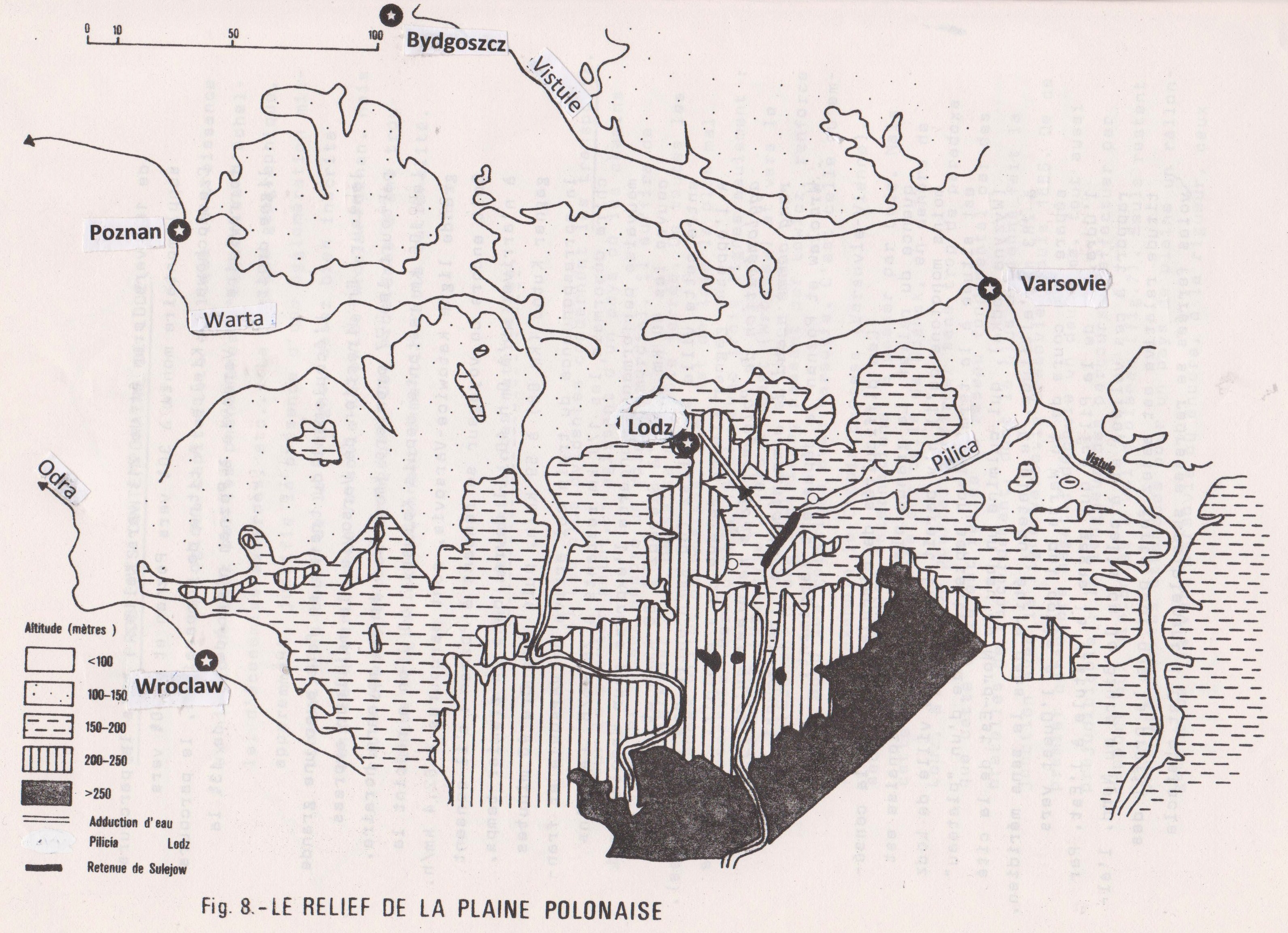
Carte du relief de la plaine de la Pologne.

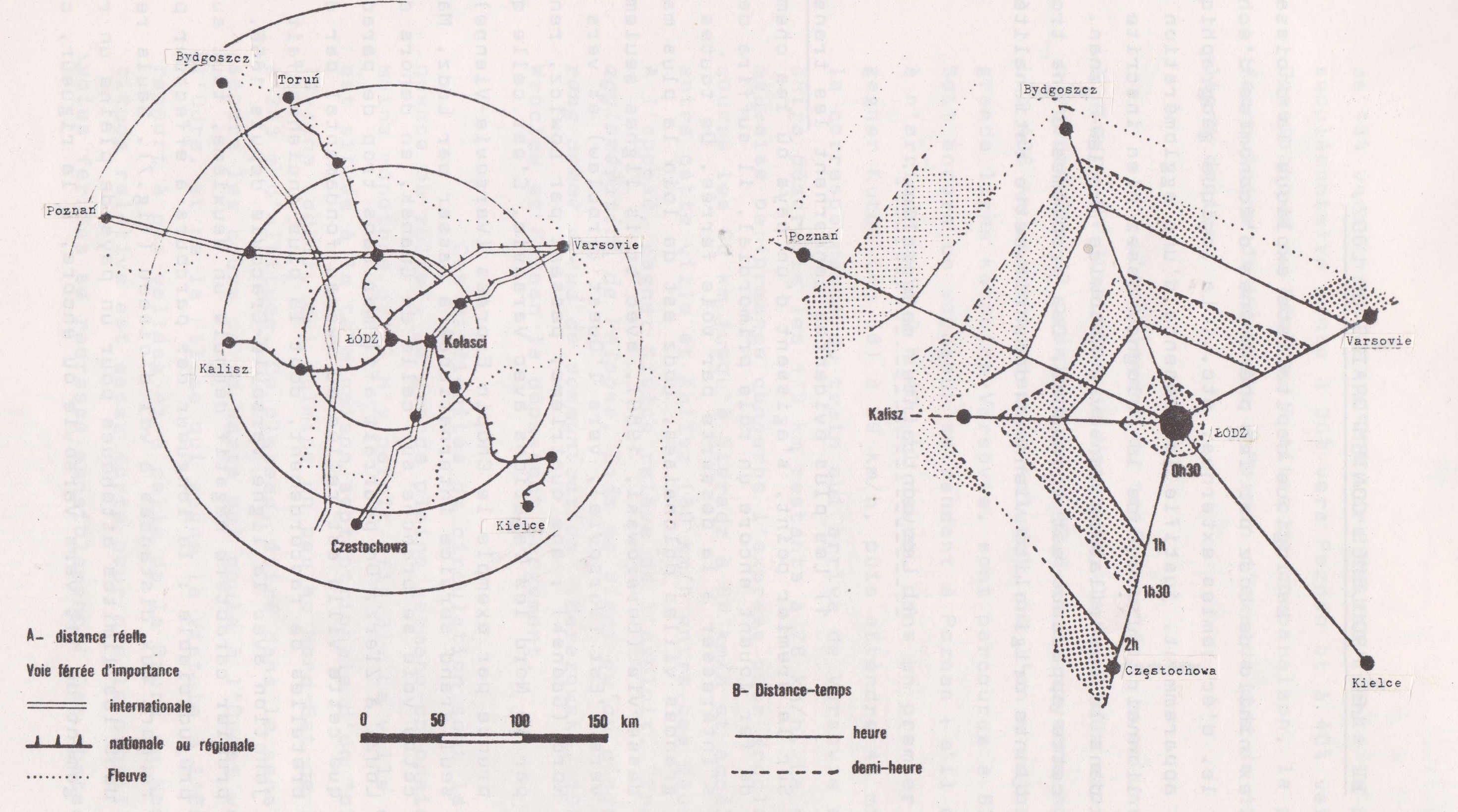
Carte des isochrones du réseau ferroviaire à partir de Łódź.

La ville est par définition un lieu de contacts. C'est pourquoi le réseau urbain est souvent en correspondance avec les grands axes fluviaux. La situation de Łódź est exactement à l'opposé de ce schéma. Sur le plan hydrographique, elle correspond à la limite entre les bassins-versants de l'Odra, par la Warta, à l'ouest, et de la Vistule, par la Pilica, à l'est. Sur le plan tectonique, elle est à la limite nord d'un relèvement du socle ancien formant plateforme. Cette pl:Wyżyna Łódzka culmine un peu au nord-est de la ville à 283 mètres, nettement au-dessus de la grande plaine germano-polonaise. Les grandes glaciations quaternaires, en l'occurrence le grand inlandsis qui recouvrait tout le nord de l'Europe (Scandinavie, mer Baltique, grande plaine germano-polonaise) ont apporté les dernières retouches à ce schéma. Tandis que, contre la plateforme, venaient s'accumuler les dépôts morainiques, lors de la fusion de cette énorme calotte glaciaire, les eaux ne pouvant s'écouler vers le nord se dirigeaient vers l'ouest par d'immenses chenaux. Les Allemands leur ont donné le nom de Urstromtäler (courants anciens de vallée). La ville de Łódź est située totalement à l'écart de l'Urstromtal qui, entre Varsovie et Poznań, est emprunté par la Warta dans sa portion occidentale.
De cette situation particulière découlent diverses incommodités. La première concerne les communications. Quand s'est constitué le réseau ferroviaire qui conditionnait la vie de relations au XIXe siècle, les grandes lignes internationales ont relié la Prusse (Berlin) à Varsovie par Poznań et Varsovie à Cracovie (en Autriche-Hongrie) par Kolusci et Częstochowa. Łódź n'a été raccordée à ce réseau que par des bretelles dont la plus ancienne, Lodz-Kolusci, date de 1866. Les autres bretelles en direction de la voie internationale Varsovie-Poznań ont été établies postérieurement. Berezowski a pu conclure : « Troisième agglomération de Pologne, Lods ne vient qu'au cinquième rang comme nœud de communication ». Wroclaw et Poznań la dépassent largement. Il en résulte une différence non négligeable entre la longueur des liaisons par rail et les distances à vol d'oiseau : de 11 % avec Varsovie, de 18 % vers Torun, de 21 % vers Kalisz, de 30 % vers Poznań et de 40 % vers Czestochowa. À titre de comparaison, le parcours entre Varsovie et Poznań n'excède que de 13 % la ligne droite. De plus, la vitesse des convois est également déterminée par le profil plus ou moins pentu des lignes : en 1980, sur la liaison Łódź-Varsovie, les 27 premiers kilomètres jusqu'à Kolusci étaient parcourus en moyenne à 42,6 km/h, les 106 restants à 62,4. C'est cette réalité que reflète le schéma des isochrones au départ de Łódź.
Le ravitaillement en eau est un autre problème redoutable. Les ruisseaux Lodka et Jasien sont à quelques kilomètres de leur source. Leurs faibles débits pouvaient suffire au XIXe siècle : les établissements les moins bien situés pouvaient puiser dans la nappe phréatique. Mais les besoins sont devenus énormes au fur et à mesure de la croissance de l'agglomération : vers 1980, ils étaient de 693 000 m3/j pour la seule commune de Lodz et les experts prévoyaient une demande de 1 192 000 m3 en l'an 2000. Jusqu'aux années 1960, on a foré des puits de plus en plus profonds. Par chance, la ville se trouve à la verticale de deux aquifères aux réserves considérables, l'un entre −100 et −350 mètres, le deuxième entre −350 et −1 000 mètres. Les précipitations annuelles, plus copieuses que dans la plaine (600 mm contre 500), favorisent leur renouvellement en régime d'exploitation modérée. Mais on a progressivement augmenté la capacité de pompage et le niveau de la nappe supérieure s'est abaissé de 3 mètres par an entre 1951 et 1972. Face à ce risque d'épuisement, il a fallu chercher d'autres solutions. On a donc mis à contribution les eaux de la Pilica. Cet affluent de rive gauche de la Vistule a un module de 27 m3/s qui s'abaisse à 4 en étiage. Il a fallu régulariser son cours par le barrage de retenue de Sulejow de 1 200 mètres de long et 16 mètres de hauteur déterminant un réservoir d'une superficie de 24 km2. Sa capacité était de 75 millions de m3. Il a été achevé en 1973. La commune de Łódź a été autorisée à y prélever 5,2 m3/s. Une deuxième tranche de travaux était en voie d'achèvement au début des années 1980. La capacité devait être portée à 105 millions de m3, la retenue portée à 26 km2. Les canalisations sont de 60 km2.
Restait à résoudre un grave problème d'environnement. Il existait deux secteurs de stockage : celui de Stocki, sur la commune de Łódź même, et celui de Rzegow, au sud de la ville, comportant des équipements de purification de l'eau (stations de Bronislalow et de Kolinko près de Rzegow). Mais aucune station d'épuration n'avait été réalisée au début des années 1980 pour les eaux usées. La pollution gagnait le cours de la Warta jusqu'au-delà de Poznań. Pourtant, la priorité des investissements semblait plutôt être donnée à l'époque à la recherche d'autres sources d'approvisionnement : on songeait à puiser dans le cours de la Nida, autre affluent de rive gauche, confluant avec de la Vistule au niveau de la ville de Tarnów.

#### Le destin de Łódź

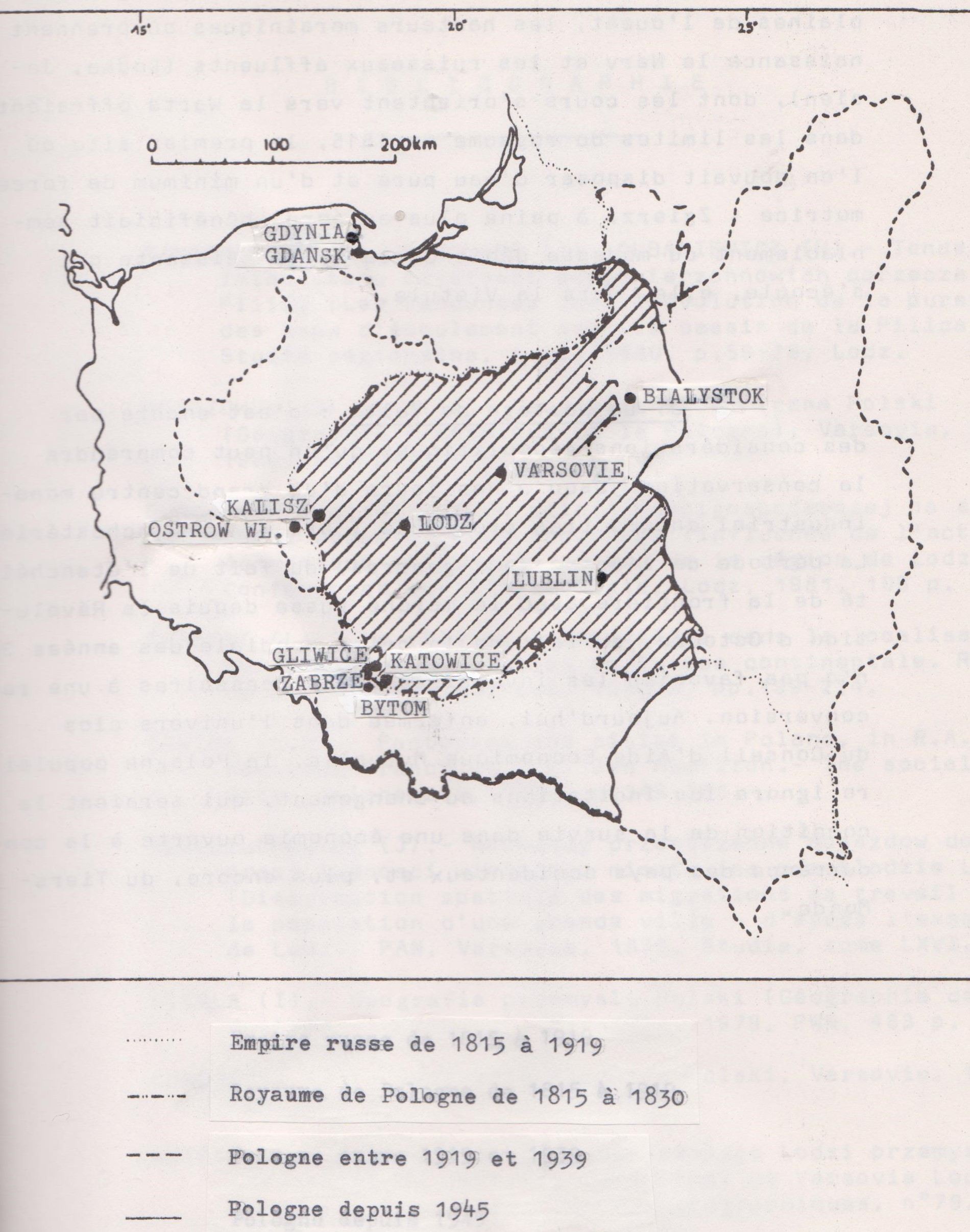
Évolution des frontières de la Pologne depuis 1815.

Le destin de la ville apparaît étroitement lié à celui des frontières de la Pologne. Dans la situation héritée du Congrès de Vienne en 1815, ce royaume, dans la dépendance étroite de la Russie tsariste, formait une sorte de gibbosité enserrée sur trois côtés par la Prusse et comme en étau entre Prusse orientale au nord et Silésie au sud. Vers l'ouest, la frontière n'était qu'à moins de 100 km. L'industrie textile s'est développée à Lodz du fait de cette proximité. Elle a d'abord bénéficié de l'appui des autorités dans un but d'industrialisation ; elle a reçu une nouvelle impulsion lorsqu'il est apparu indispensable aux investisseurs de contourner les barrières douanières afin de rester présent sur l'immense marché russe. Elle a survécu aux diverses péripéties postérieures qui ont favorisé son maintien dans le cadre du COMECON. Reste à étudier les conséquences actuelles de l'intégration de la Pologne dans l'Union européenne et dans une économie de plus en plus mondialisée. Le cas de Lodz n'a rien d'exceptionnel : démonstration a été faite de ce rôle de la frontière dans le développement de l'industrie textile sur la périphérie du territoire français. Plus généralement encore, on peut considérer qu'une frontière peut apparaître au fil des siècles comme une donnée transitoire de la même façon que l'épuisement d'un bassin houiller peut provoquer le déclin d'une ville minière : on peut là encore évoquer en France les exemples négatifs de Saint-Étienne ou de Montceau-les-Mines.

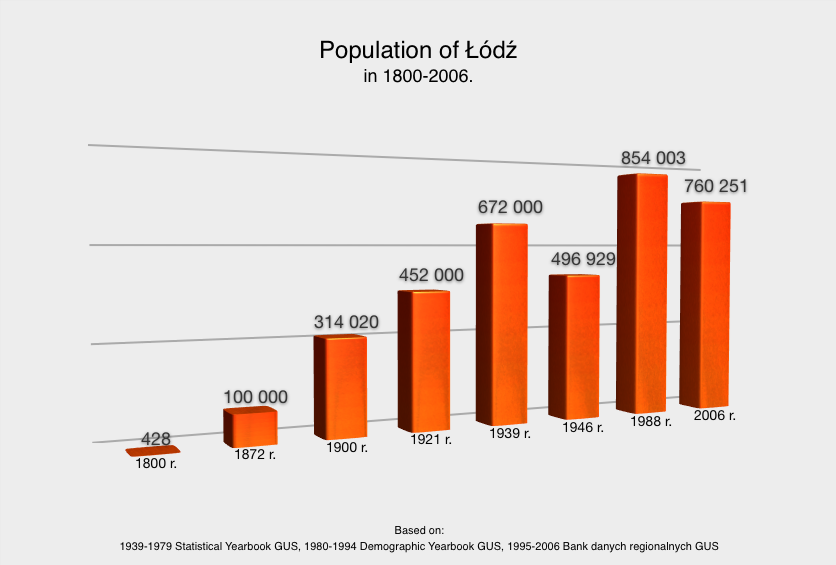
Évolution de la population de Lodz depuis 1815.
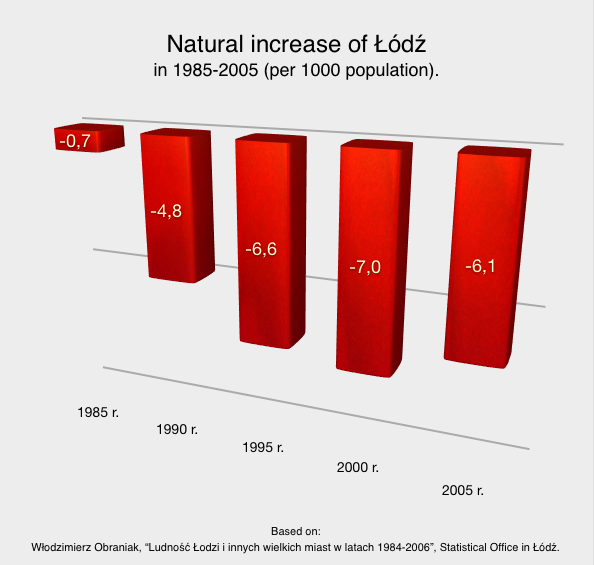
Évolution du solde naturel de la population de Lodz.
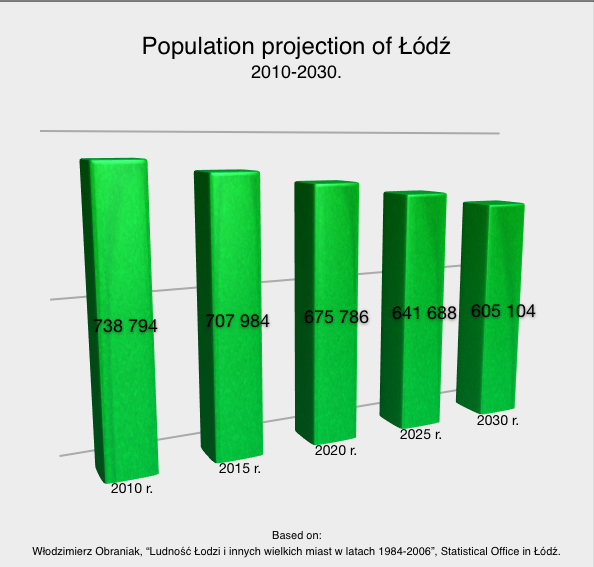
Prévisions sur l'évolution de la population de Lodz.

Łódź est devenue le lieu principal de l'industrie textile en Pologne. La ville passait pour être le Manchester polonais. Sa population est passée de moins de 1 000 habitants à plusieurs centaines de milliers. En 1826, la première usine de textile était construite par Christian Friedrich Wendisch. La guilde des drapiers est fondée en 1825, première guilde de la ville.
La population de la ville s'est accrue de façon considérable et a attiré également des immigrants allemands et une population juive importante. En 1848, les juifs sont autorisés, pour la première fois, à s'installer dans cette nouvelle cité industrielle. En 1894, la ville, chef-lieu d’ouiezd du gouvernement de Piotrków, compte 168 513 habitants.
En 1918, lorsque la Pologne retrouve son indépendance, Łódź est devenue le centre textile le plus important d'Europe. La ville est connue pour ses manufactures de coton permettant son tissage.

### Seconde Guerre mondiale et après-guerre

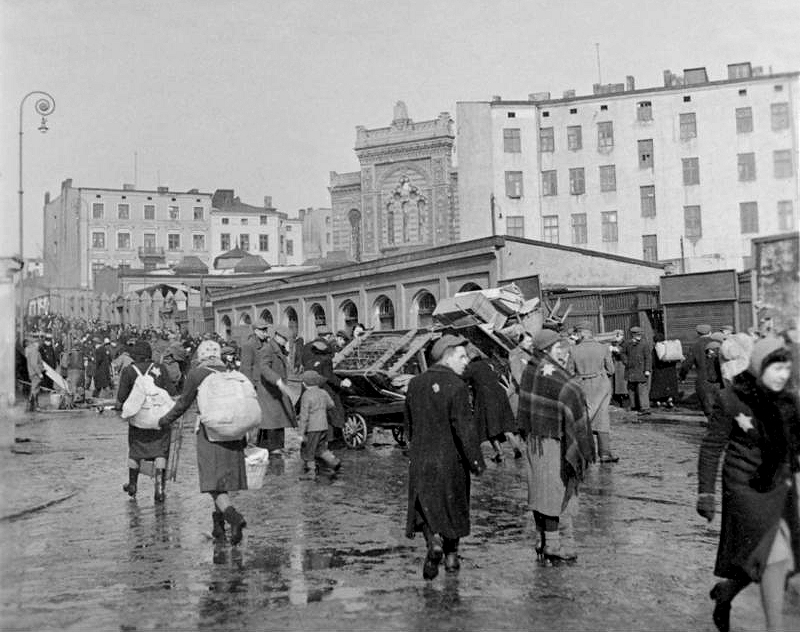
Ghetto de Litzmannstadt (Łódź), en mars 1940.

Łódź a également le plus important pourcentage de population juive parmi les villes de plus de 100 000 habitants de toute l'Europe. Pendant la Seconde Guerre mondiale, du 11 avril 1940 à sa libération par l'Armée rouge, le 19 janvier 1945, la ville est renommée Litzmannstadt en l'honneur de Karl Litzmann, général allemand qui a pris la ville durant la Première Guerre mondiale. Durant cette période, la ville dépend du Reichsgau Wartheland. Dès avril 1940, les nazis y établirent le premier grand ghetto. Łódź a perdu 420 000 habitants, déportés vers les camps de la mort dont 300 000 juifs.

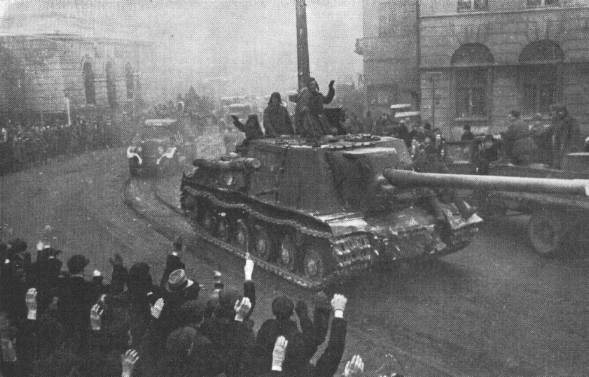
Obusier automoteur SU-152 passant en tête de la colonne de l'Armée rouge qui libéra Łódź le 18 janvier 1945.

Malgré ces pertes, Łódź devint soudainement la ville la plus peuplée de Pologne entre 1945 et 1954 : en effet, pendant la reconstruction de Varsovie, si abîmée pendant la guerre qu'il a fallu rebâtir le vieux centre-ville, Łódź abrita les administrations du pays ainsi que les ministères les plus importants et se trouva de facto en quelque sorte capitale du pays. L'importance de la ville diminua après le retour du gouvernement à Varsovie mais ce ne fut pas le cas pour l'économie de la ville qui, malgré l'économie planifiée du communisme, plaçait Łódź en troisième position quant à son importance, après la région de Katowice et la région de Varsovie.

### Łódź depuis la levée du rideau de fer

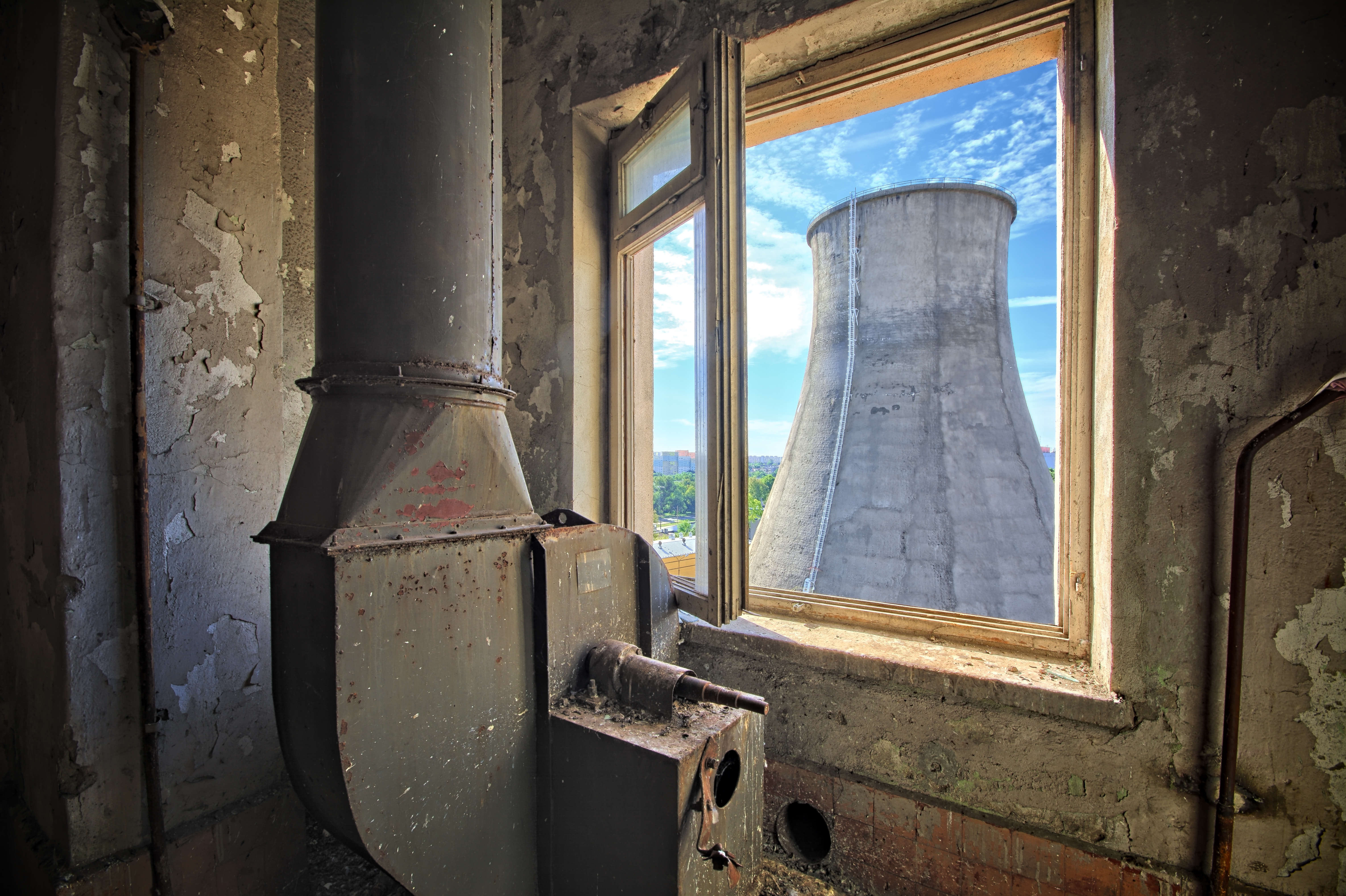
La centrale électrique EC2 à Łódź. Juin 2020.

Łódź a connu une chute de sa population sans précédent depuis la chute du régime communiste, passant de 850 000 habitants en 1988 à 750 000 en 2008. Son développement économique est fortement handicapé par la désindustrialisation et par sa proximité avec Varsovie, bien plus attractive.
Le niveau de vie moyen y est par conséquent relativement faible. Cependant, le taux de chômage tend à baisser depuis quelques années et si les industries textiles, autrefois fleuron de la ville, ont pratiquement toutes disparu, des emplois ont été créés dans le secteur tertiaire (plusieurs banques ont notamment établi leur siège à Łódź). De grands chantiers ont été ouverts au cours des dernières années afin d'y développer les infrastructures (aéroport, autoroute...) : ces efforts semblent progressivement porter leurs fruits.
Łódź reste marquée par les tragédies de l'histoire et les difficultés économiques. La ville a donc axé une grande partie de sa communication sur son patrimoine multiculturel (polonais, juif et allemand) et organise de nombreux évènements (foires-expositions...) afin d'enrayer ce déclin relatif. Par ailleurs, depuis le milieu des années 2000, Łódź gagne en dynamisme avec le développement de nouveaux lieux culturels et d'une architecture avant-gardiste (musée d'art contemporain, gare ultramoderne, etc.), tandis que d'anciens bâtiments industriels sont réinvestis pour devenir des lieux branchés (cafés, studios de designer, espaces d'exposition ou de spectacle, etc.).

## Musées
- Musée d’art de Łódź (Muzeum Sztuki w Łodzi)[20], site « ms2 » (art moderne)

ulica Ogrodowa 19, 91-065 Łódź - gratuit le jeudi
- Musée d’art de Łódź (Muzeum Sztuki w Łodzi), site « ms1 », bâtiment d'origine (art contemporain)

ulica Więckowskiego 36, 90-734 Łódź - gratuit le jeudi
- Musée d’art de Łódź, site du Palais Herbst (art ancien)

ulica Przędzalniana 72, 90-338 Łódź - gratuit le jeudi
- Musée central du textile (Centrum Muzeum Włókiennictwa)

ulica Piotrkowska 282, 93-034 Łódź - gratuit le jeudi
- Musée archéologique et ethnographique (Muzeum Archeologiczne i Etnograficzne)

Plac Wolności 14, 91-415 Łódź - gratuit le mardi
- Musée du cinéma (Muzeum Kinematografii)

Plac Zwycięstwa 1, 90-312 Łódź - gratuit le mardi
- Musée de la ville de Łódź (Muzeum Miasta Łodzi)

ulica Ogrodowa 15, 91-065 Łódź - gratuit le mercredi
- Musée du Canal « Dętka » (Muzeum Kanału « Dętka »)

Plac Wolności 2 - gratuit le mercredi
- Musée du sport et du tourisme (Muzeum Sportu i Turystyki)

ul. Ks. Skorupki 21
- Musée des traditions de l’indépendance (Muzeum Tradycji Niepodległościowych)

ulica Gdańska 13, 90-706 Łódź -
- Antenne de Martyrologie de Radogoszcz (Oddział Martyrologii Radogoszcz)

ulica Zgierska 147
- Gare de déportation de « Radegast »

Aleja Pamięci Ofiar Litzmannstadt Getto 2/6
- Musée de l’histoire de la pharmacie (Muzeum Historii Farmacji)

Plac Wolności 2
- Musée de la manufacture

ulica Drewnoska 58 (Manufaktura)
- Centre de découverte « Experimentarium »

ulica Karskiego 5 (Manufaktura)
- Musée de la nature de l’Université de Łódź (Muzeum Przyrodnicze Uniwersytetu Łódzkiego)

ulica Kilińskiego 101
- Musée de la fable (Muzeum Bajki)

ulica Targowa 1/3 B.24
- Musée des transports urbains (Muzeum Komunikacji Miejskiej)

ulica Wierzbowa 51
- Musée du livre artistique (Muzeum Książki Artystycznej)

ulica Tymienieckiego 24
- Musée du papier et de l’imprimerie (Muzeum Papieru I Druku)

ulica Wólczańska 223
- Musée de l’Université de médecine de Łódź (Muzeum Uniwersytetu Medycznego)

ulica Żeligowskiego 7/9
- Musée de géologie de l’Université de Łódź (Muzeum Geologiczne Uniwersytetu Łódzkiego)

ulica Kopcińskiego 31
- Musée de l’éducation du pays de Łódź

ulica Wólczańska 202
- Centre de la Science et de la Technologie EC1 (Centrum Nauki i Techniki EC1)

Targowa 1/3

## Culture
- Philharmonie Arthur Rubinstein de Łódź
- Salle de concert de l'Académie de musique de Łódź
- École nationale supérieure Leon Schiller de cinéma, télévision et théâtre (Państwowa Wyższa Szkoła Filmowa, Telewizyjna i Teatralna)
- École nationale supérieure des arts plastiques
- Académie des Beaux Arts

### Lieux de culte à Łódź
- Église de l'Assomption de la Sainte Vierge Marie (22 rue Ogrodowa)
- Église luthérienne Saint-Mathieu (283, rue Piotrkowska)
- Cathédrale Saint-Stanislas Kostka (265, rue Piotrkowska)
- Cathédrale Saint-Alexandre-Nevski de Łódź (orthodoxe ; 54, rue Kilinskiego)
- Synagogue Reicher : 25, rue de la Révolution de 1905
- Grande synagogue (détruite par les Allemands en 1939)
- Synagogue Alte Szil (détruite par les Allemands en 1939)
- Synagogue Ezras Izrael (détruite par les Allemands en 1939)
- Nouveau cimetière juif de Lodz

### Évènements culturels
- Festival des quatre cultures (août-septembre)
- Explorer Festival (novembre)
- Festival international de la bande dessinée (septembre)
- Photofestival – Festival international de la Photographie (mai)
- Festival international des graffitis – Rencontre des styles (juillet)
- Festival du film d’animation « Réanimation » (avril)
- Forum du cinéma européen (septembre)
- Festival international des écoles de film et de télévision « Mediaschool » (octobre)
- Festival international « Tansman » et concours des personnalités musicales (octobre-novembre)
- Festival international de danse classique de Lodz (mai)

### Les villas et les palais à Łódź
- Résidence de JÓZEF RICHTER (10/12 ks. I. Skorupki): La résidence a été construite, probablement selon la conception de Karl Seidl, de 1898 à 1899. Son style fait référence à la Renaissance italienne. Depuis 1993, la résidence appartient à l'Université de Łódź technique.
- Villa Reinhold Richter (6/8 ks. I; Skorupki St.) : La résidence a été construite, selon la conception d’Ignacy Stebelski, de 1903 à 1904. L'architecture du bâtiment fait référence stylistique de la Renaissance allemande. La rue Skorupki permet de voir l’entrée décorée de la villa. Dans le couloir, il est possible d'aller dans les chambres représentatives anciennes, un salon et salle à manger, un jardin d'hiver et un bureau. Le deuxième étage contient des salons et de petites chambres à coucher. Une loge de concierge et une porte d'entrée ont été construites près de la villa. La résidence est entourée par le parc M. Klepacz avec de nombreux arbres précieux, par exemple: "Fabrykant" (en français : le propriétaire d'usine), un chêne monument. Aujourd'hui, la villa abrite le bureau du président de l'Université de Łódź technique.
- Villa de Edward et Matylda HERBSTS (72 Przedzalniana) : il abrite la collection d'art ancien du Musée d’art de Łódź.
- Résidence d'Henryk GROHMAN (24/26 Tymienieckiego)
- Palais de Karl Wilhelm SCHEIBLER (1 Zwycięstwa)
- Résidence d'Oskar KON (61/63 Targowa)
- Palais de la famille de SCHEIBLER (266/268 Piotrkowska)
- Palais de Robert SCHWEIKERT (262 Piotrkowska)
- Palais d’Auguste HAERTIG (236 Piotrkowska)
- Villa de Wilhelm TESCHMACHER (12 Wigury)
- Résidence des JARISCHS (88 Kościuszki)
- Palais de Gustaw Adolf KINDERMANN (151 Piotrkowska)
- Palais de Juliusz KINDERMANN (137/139 Piotrkowska)
- Palais Juliusz Heinzl (104 Piotrkowska)
- Palais de Maksymilian GOLDFEDER (77 Piotrkowska)
- Passage Ludwik MEYER (Moniuszki)
- Villa de Gustaw SCHREER (48 Narutowicza)
- Résidence d’Arnold STILLER (45 Jaracza)
- Résidence de Jacob KESTENBERG (26 Sterlinga)
- Résidence de Léon RAPPAPORT (44 Rewolucji 1905 r.)
- Palais d’Alfred BIEDERMANN (1/5 Franciszkańska)
- Palais d’Izrael Kalmanowicz POZNAŃSKI (15 Ogrodowa)
- Palais de Karol POZNAŃSKI (32 Gdańska)
- Palais de Maurycy POZNAŃSKI (36 Więckowskiego)
- Résidence de Léopold KINDERMANN (31/33 Wólczańska)
- Palais de Wilhelm LÜRKEN (31/33 Kościuszki)

### Théâtre
La vie théâtrale de Łódź est importante et comprend plusieurs festivals renommés en Pologne.
On trouve quatre genres de théâtres. Les théâtres musicaux, les théâtres de marionnettes, les théâtres dits dramatiques et les théâtres expérimentaux.
- Teatr Wielki (le Grand Théâtre) : C’est le théâtre qui possède la deuxième plus grande salle de Pologne, il peut accueillir jusqu'à 1 300 spectateurs. Il a été lancé en 1967. Il accueille des spectacles polonais mais également des spectacles étrangers, d’opéra et de ballet, classique ou plus moderne. Il accueille chaque année le festival international des rencontres des ballets;
- Teatr Muzyczny (théâtre musical) : Il offre deux salles. La plus grande peut accueillir 1 114 spectateurs et la seconde dédiée au spectacle à petite audience n'a que 120 sièges. Il accueille des spectacles très différents allant de l’opéra classique au conte musical pour enfants;
- Teatr Lalek Arlekin (théâtre de marionnettes);
- Teatr Lalki i Aktora Pinokio (théâtre de marionnettes);
- Teatr im. Stefana Jaracza (théâtre dramatique) Séparé en deux scènes de 94 et 90 places, le théâtre a souvent été distingué pour l'originalité de ces créations;
- Teatr Powszechny (théâtre dramatique) : C'est un théâtre qui joue principalement des comédies, des farces ou encore des pièces pour enfants;
- Teatr Nowy (théâtre dramatique) : Fondé en 1950 il eut comme premier directeur Kazimierz Dejmek, un éminent metteur en scène polonais. K. Dejmek redeviendra le directeur du teatr Nowy en 2002. Le théâtre contient deux scènes, l’une de 351 sièges et la seconde de 100 à 150;
- Studio Teatralne « SŁUP » (théâtre expérimental) : Le nom du théâtre vient de la légende polonaise de Szymon Słupnik, qui décida d’aller au pôle nord dans le but de se rapprocher de Dieu. Il prit de la distance avec les problèmes humains, car il pouvait voir le monde de l’extérieur;
- Teatr Logos (théâtre expérimental) : Créé en 1987 par le prêtre Waldemar Sondka, la troupe bénévole est constituée d’étudiants et de personnes actives. Pour l’instant, il s'agit d'un théâtre plutôt amateur mais qui commence à faire parler de lui, grâce au très bon niveau de ses spectacles.

Un grand nombre de ces spectacles se rapprochent de la pantomime, mais il existe aussi des spectacles parlés, comme :
- Teatr of Manhattan (créé en 1991).

## Sports
La ville compte deux clubs de football : le ŁKS Łódź et le Widzew Łódź.
Mais c'est bien dans la ville de Łódź qu'a été introduit le rugby à XIII pour la première fois en Pologne, grâce à un habitant de la ville qui introduisit ce sport en 2011, Lukasz Lucka.
C'est également dans la ville de Łódź que fut créé le premier club polonais, les Lodz Magpies qui disputent un championnat national de six clubs, dont deux autres clubs de la ville, les Budowlani Łódź et les Sroki Łódź. Les clubs de la ville fournissent d'ailleurs un contingent assez important de joueurs à l’Équipe de Pologne de rugby à XIII.

## Communications

### Transports aériens
- Aéroport le plus proche : Aéroport de Łódź (Lublinek), situé au sud-ouest de la ville. Plusieurs compagnies low cost offrent de nombreuses destinations: Londres, Dublin, Bristol, les Midlands de l'Est (Nottingham), Milan, Oslo, Dortmund, Tel Aviv...

### Transports ferroviaires
Gares des Chemins de fer de l'État polonais (PKP) :
- Gare Łódź Kaliska PKP
- Gare Łódź Żabienec PKP
- Gare Łódź Widzew PKP
- Gare Łódź Niciarniana PKP
- Gare de Łódź Fabryczna PKP
- Gare de Łódź Chojny PKP

Concernant le fret, la ville constitue un maillon des liaisons de transport Europe-Asie. En particulier elle est reliée directement à la Chine, une fois par semaine.

### Transports urbains
- Łódź est doté d'un important réseau avec plusieurs lignes de tramways (tramwaj) exploitées de 5h30 à 24h00.

Bus de nuit :
- N1 ALESANDRÓW ŁÓDZKI – ANDRESPOL
- N2 ŚWITEZIANKI – MARATOŃSKA
- N3 SZCZECIŃSKA (CMENTARZ) – DUBOIS ou bien SZCZECIŃSKA (CMENTARZ) – CHOCIANOWICE-IKEA
- N4 NOWOSOLNA - CHOCIANOWICE-IKEA
- N5 11 LISTOPADA – JANÓW
- N6 IMIELNIK NOWY – DĄBROWA
- N7 TELEFONICZNA ZAJ. MPK - MARATOŃSKA

Tramways :
- Ligne 1 : STRYKOWSKA - DWORZEC ŁÓDź CHOJNY
- Ligne 2 : SZCZECIŃSKA - DĄBROWA
- Ligne 3 : WYCIECZKOWA - AUGUSTÓW
- Ligne 4 : HELENÓWEK - DĄBROWA
- Ligne 5 : DWORZEC ŁÓDŹ ZABIENIEC - KURCZAKI
- Ligne 6 : STRYKOWSKA - KURCZAKI
- Ligne 7 : KOZINY - ŚLĄSKA
- Ligne 8 : CHOCOŁA - AUGUSTÓW
- Ligne 9 : KONSTANTYNÓW - AUGUSTÓW
- Ligne 9 A : ZDROWIE - AUGUSTÓW
- Ligne 10 : WYSZYŃSKIEGO - AUGUSTÓW
- Ligne 11 : HELENÓWEK – CHOCIANOWICE - IKEA
- Ligne 12 : WYSZYŃSKIEGO - STOKI
- Ligne 13 : SZCZECIŃSKA - ŚLĄSKA
- Ligne 14 : WYSZYŃSKIEGO - DĄBROWA
- Ligne 15 : TELEFONICZNA - KURCZAKI
- Ligne 15 A : TELEFONICZNA - CHOCIANOWICE - IKEA
- Ligne 16 : ZGIERZ - KURCZAKI
- Ligne 16 A : HELENÓWEK – PLAC NIEPOLEGŁOŚCI
- Ligne 41 : PLAC NIEPOLEGŁOŚCI - PABIANICE
- Ligne 43 : LUTOMIERSK - TELEFONICZNA
- Ligne 46 : ZDROWIE - OZORKÓW

## Division administrative

Arrondissements de Łódź:
1. Bałuty
2. Widzew
3. Śródmieście
4. Polesie
5. Górna

Jusqu’à 1992 Łódź était divise en cinq grands arrondissements (dzielnica en polonais). Chacun d'entre eux avait une mairie d’arrondissement:  
- Łódź-Bałuty (ou simplement Bałuty),
- Łódź-Górna (ou simplement Górna),
- Łódź-Polesie (ou simplement Polesie),
- Łódź-Śródmieście (ou simplement Sródmieście)
- Łódź-Widzew (ou simplement Widzew).

| Arrondissement   | Superficie | Superficie | Densité population | Densité population |
| Arrondissement   | km²        | %          | Habitants/km²      |                    |
| Bałuty (pl)      | 78,9       | 26,8       | 2 744              |                    |
| Górna (pl)       | 71,9       | 24,4       | 2 462              |                    |
| Polesie (pl)     | 46,0       | 15,6       | 3 179              |                    |
| Śródmieście (pl) | 6,8        | 2,3        | 11 307             |                    |
| Widzew (pl)      | 90,8       | 30,9       | 1 526              |                    |
| Total            | 294,4      | 100,0      |                    |                    |

¹ Délégations de domaine d'activité de la ville de Łódź
En 1992 la division en grands arrondissements a été abolie, créant une commune unique de la ville de Łódź (avec la division administrative en organismes plus petits : 36 quartiers (osiedle en polonais)). Mais dans la vie quotidienne et dans la conscience des habitants de Łódź, la division en 5 grands arrondissements existe toujours.

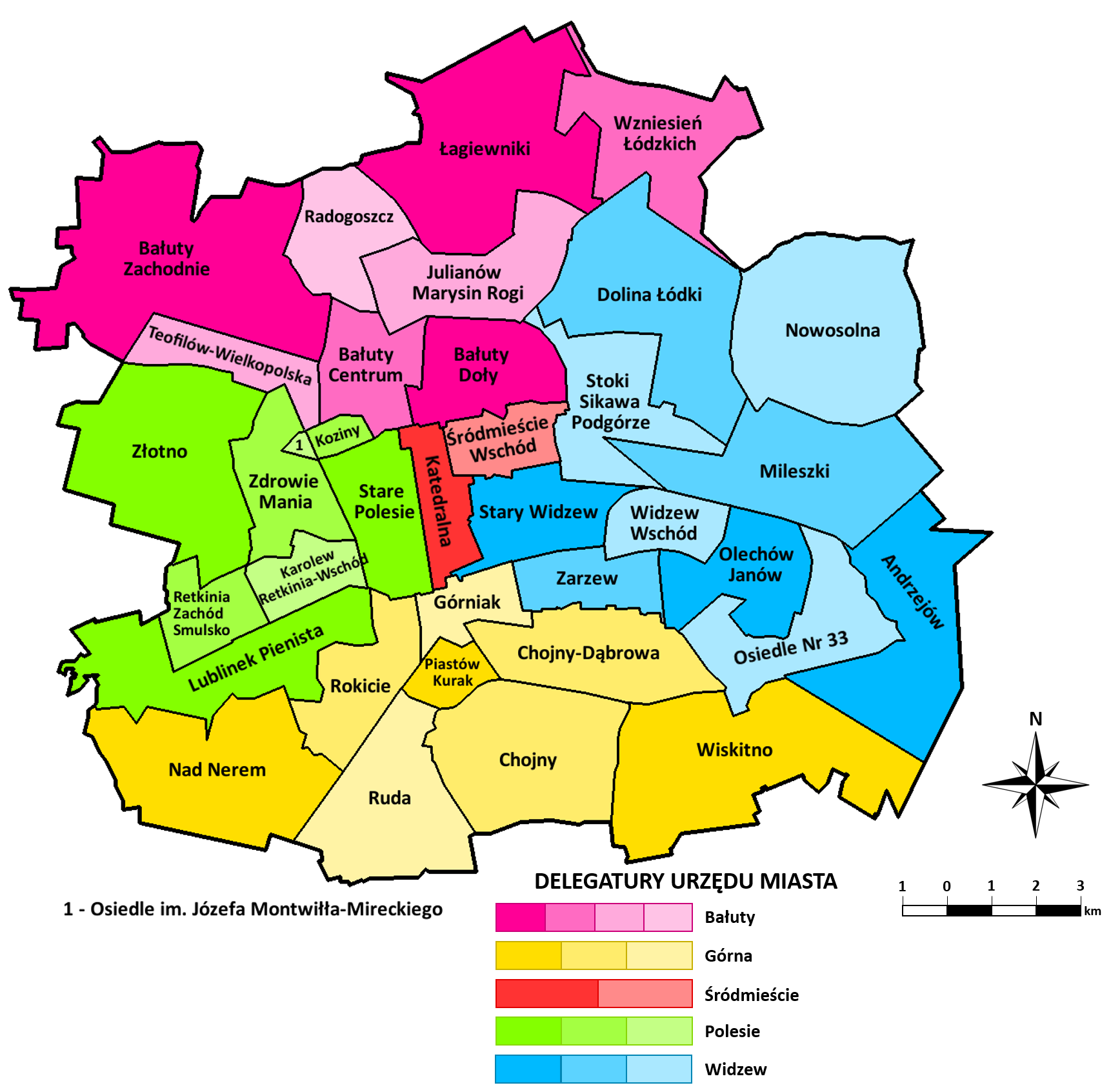
Les 36 quartiers de Łódź

Les plus importantes villes de banlieue sont Pabianice et Zgierz.

## Personnalités liées à la ville

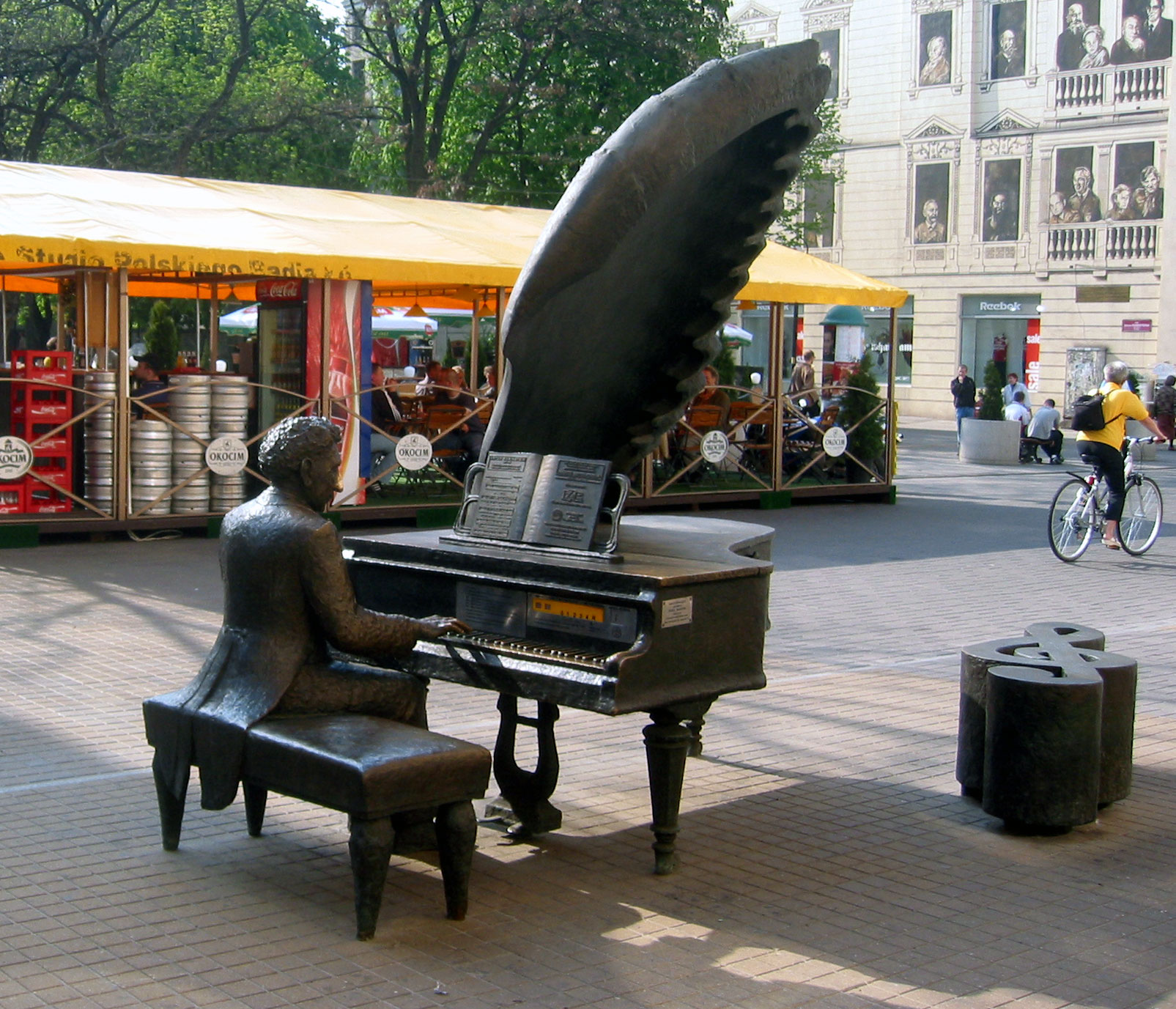
Sculpture représentant Arthur Rubinstein dans la rue Piotrkowska.

- Hermann Braun
- Artur Brauner
- Almaga
- Ira Aldridge
- Jadwiga Andrzejewska
- Kiejstut Bacewicz
- Marek Belka
- Eleonora Bergman
- Maria Ludwika Bernhard
- Maurice Blond
- Kazimierz Brandys
- Élie Buzyn
- Bat-Sheva Dagan
- Elizabeth Diller
- Henri Epstein
- Gabriel Fail
- Jack Fuchs
- Franciszek Ksawery Drucki-Lubecki
- Ludwik Geyer
- Léon Goldberg
- Ludwik Grohman
- Mendel Grossmann
- Avraham Halfi
- Jerzy Janowicz
- Monica Jeffries
- Karol Jonscher
- Aleksander Kamiński
- Bronisław Kierzkowski
- Krzysztof Kieślowski
- Katarzyna Kobro
- Tadeusz Kotarbiński
- Faustine Kowalska
- Władysław Król
- Jola Kudela
- Stanisława Leszczyńska
- Wacław Lipiński
- Rywka Lipszyc
- Stanislaw Lukawski
- Miłosz Magin
- Hilary Majewski
- Maurice Mendjizky
- Jan Moll
- Henry Morgentaler
- Tatiana Okupnik
- Hella Olstein
- Felicia Pacanowska
- Roman Polanski
- Izrael Poznański
- Rajmund Rembieliński
- Władysław Reymont
- Paweł Rogaliński
- Arthur Rubinstein
- Chaim Rumkowski
- Andrzej Sapkowski
- Karol Scheibler
- Stefania Skwarczyńska
- Stanisław Staszic
- Bohdan Stefanowski
- Arthur Szyk
- Udo Steinke
- Władysław Strzemiński
- Jan Sztaudynger
- Wincenty Tomaszewicz
- Julian Tuwim
- Wincenty Zaremba Tymieniecki
- Miryam Ulinover
- Andrzej Wajda
- Joseph Wajsblat
- Franciszek Walicki
- Michel Wypych
- Yankel Band
- Magdalena Fręch

## Relations internationales

### Jumelages
La ville de Łódź est jumelée avec :
- Chemnitz (Allemagne) depuis 1972
- Stuttgart (Allemagne) depuis 1988
- Lyon (France) depuis 1991
- Vilnius (Lituanie) depuis 1991
- Ivanovo (Russie) depuis 1992
- Kaliningrad (Russie) depuis 1992
- Minsk (Biélorussie) depuis 1993
- Odessa (Ukraine) depuis 1993
- Tel-Aviv (Israël) depuis 1994
- Tianjin (Chine) depuis 1994
- Roustavi (Géorgie) depuis 1995
- Barreiro (Portugal) depuis 1996
- Tampere (Finlande) depuis 1996
- Puebla (Mexique) depuis 1997
- Murcie (Espagne) depuis 1999
- Örebro (Suède) depuis 2001
- Los Angeles (États-Unis) depuis 2010

## Climat
| Mois                                       | Janv | Fév | Mars | Avr | Mai | Juin | Juil | Août | Sept | Oct | Nov | Déc | Année |
| ------------------------------------------ | ---- | --- | ---- | --- | --- | ---- | ---- | ---- | ---- | --- | --- | --- | ----- |
| Températures minimales moyennes (°C)       | -4   | -3  | ---  | 3   | 8   | 11   | 12   | 12   | 9    | 5   | --- | -1  | 4     |
| Températures moyennes (°C)                 | -2   | -1  | 3    | 7   | 13  | 16   | 17   | 17   | 13   | 8   | 3   | --- | 8     |
| Températures maximales moyennes (°C)       | ---  | 1   | 6    | 11  | 17  | 20   | 21   | 21   | 17   | 12  | 5   | 1   | 11    |
| Moyennes mensuelles de précipitations (mm) | 40   | 30  | 30   | 40  | 50  | 80   | 70   | 80   | 50   | 40  | 50  | 50  | 610   |